# José Matías Delgado
José Matías Delgado y de León (San Salvador, 24 de febrero de 1767-San Salvador, 12 de noviembre de 1832) fue un eclesiástico y político salvadoreño. Realizó sus estudios en el Seminario Tridentino de Guatemala y en la Real y Pontificia Universidad de San Carlos de Guatemala, donde obtuvo el grado de Licenciado y Doctor en Cánones. En San Salvador, participó como uno de los principales líderes del fallido movimiento independentista del año 1811, y el año 1821 fue uno de los firmantes del Acta de independencia centroamericana como miembro de la Diputación Provincial de Guatemala. 
Con la anexión de las provincias centroamericanas al Imperio mexicano de Agustín de Iturbide, también encabezó la oposición a la anexión incondicional de la provincia salvadoreña. Tras la abdicación de Iturbide, Delgado fue elegido como el presidente de la Asamblea Constituyente de las Provincias Unidas del Centro de América, y posteriormente logró ser investido como nuevo Obispo de la diócesis de San Salvador por parte del gobierno de su país, hecho por el que sostuvo una fuerte polémica con el arzobispo de Guatemala Ramón Casaus y Torres. 
Durante la presidencia de Manuel José Arce en la República Federal de Centro América, Delgado, aparte de disputar contra las autoridades federales junto a los liberales salvadoreños y guatemaltecos, tuvo un papel determinante en la solución pacífica de la primera guerra civil de la región. Después de su fallecimiento fue reconocido como «Benemérito de la Patria» por parte de la Asamblea Legislativa de El Salvador, y también es considerado como un Prócer centroamericano.

## Primeros años y educación
Los ascendientes de José Matías Delgado, por la línea paterna, eran originarios de la provincia de Burgos, aunque Alonso Delgado y Guzmán, nacido en Polán, provincia de Toledo, fue el primero en arribar al continente americano en el siglo XVII. Alonso Delgado procreó a Sebastián Delgado,  padre de Pedro Delgado Matamoros, oriundo de Panamá y fundador de la familia Delgado en la ciudad de San Salvador; ya que allí contrajo nupcias con Mariana de León Mejía y Lobato Suárez en 1760. Ella era descendiente de Sancho de Barahona, acompañante de las expediciones de Hernán Cortés y Pedro de Alvarado. En San Salvador, Pedro Delgado fungió como alcalde ordinario de primer voto, regidor y alférez real en 1797. El matrimonio procreó siete hijos: Manuel, Miguel, José Matías, Josefa, Juan, Francisco y Mercedes.

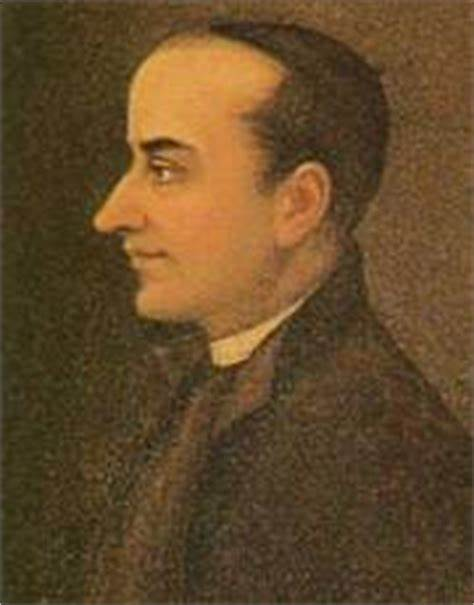
Un joven José Matías Delgado, el Dr. Delgado es descrito por su contemporáneos como una persona hábil, inteligente, ambiciosa con una gran capacidad para mover las masas.

Dentro de este entorno, es probable que José Matías creciera en un ambiente de holgura económica, pues se sabe que la familia poseía bienes inmuebles tanto dentro como fuera de la ciudad. Sin embargo, el capital familiar era más bien «modesto», comparado con el patrimonio de los «peninsulares». De su infancia se conoce poco, aunque existe un testimonio de Pedro de Avellaneda de la época en que Delgado optaba a las órdenes del diaconado. Avellaneda, quien le conocía desde niño, describe lo siguiente:

«...siempre fue muy moderado, recogido, obediente y de una conducta ejemplar, y que jamás ha sabido se diga de él cosa que desdiga a las buenas costumbres, y santo temor de Dios».

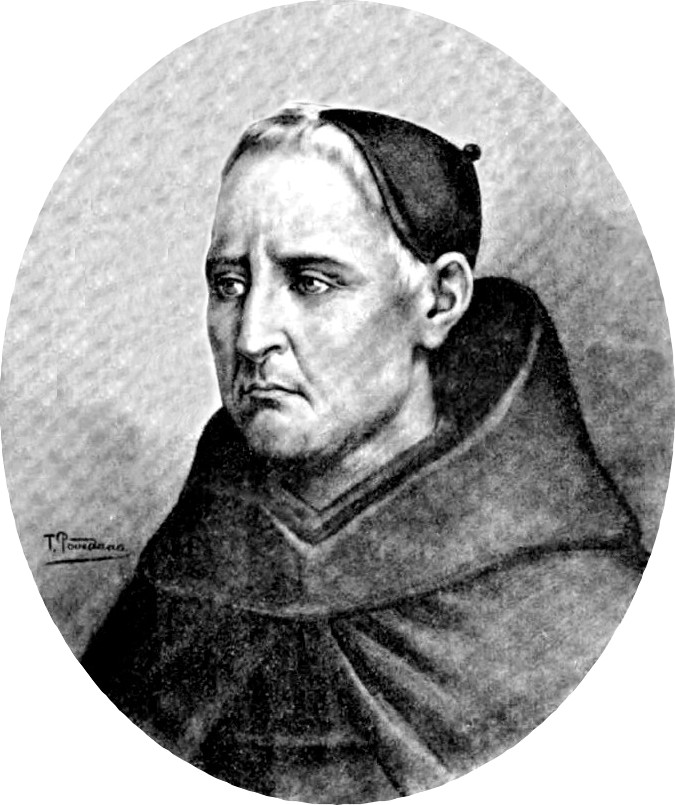
José Antonio de Liendo y Goicoechea, un fraile franciscano, reformó la educación en la universidad. Fue profesor de la mayoría de los eventuales líderes de la independencia centroamericana. Incluido Delgado

En una edad no determinada, Delgado estudió en el Colegio Tridentino de Guatemala, probablemente por medio de una beca real otorgada por el arzobispo de Guatemala don Cayetano Francos y Monroy. Allí obtuvo la calidad de pasante en leyes. Continuó sus estudios en la Real y Pontificia Universidad de San Carlos de Borromeo en Guatemala, como era usual para alguien de su condición económica. Es posible que lograse su ingreso por medio de una capellanía. En ese recinto recibió el grado de bachiller en Filosofía, estudió además Sagrados Cánones y Leyes, y por un año Teología Moral; su participación fue tan relevante que en más de una ocasión sustituyó a los profesores en las cátedras. Cabe agregar que, para esa época, en ese centro de estudios había disminuido la influencia clerical gracias a las Reformas borbónicas. Se sabe también que trabajó en el bufete de don Manuel Talavera, abogado de la Real Audiencia. Para junio de 1794, era clérigo en órdenes menores y posteriormente solicitó ante el deán y gobernador del arzobispado la obtención de las órdenes de subdiaconado y diaconado.
Para ese tiempo le faltaba un poco más de un año para obtener el título de Licenciado y Doctor en Cánones, por lo que mandó un memorial al rey Carlos IV solicitando la dispensa para graduarse antes de los cuatro normales, ya que deseaba retirarse a San Salvador y ordenarse sacerdote,  «para obviar el perjuicio que le seguiría de tener que volver a Guatemala». El rey concedió todo lo solicitado.

## Retorno a San Salvador
En 1795 regresó a San Salvador y su estadía duró un año, durante el cual se concentró exclusivamente en las actividades religiosas. A finales de 1798 resultó nombrado como cura de la parroquia del Salvador del Mundo. En ese tiempo, dicho templo se encontraba dañado desde el terremoto de 1775, y él mismo apadrinó la idea de reconstruirlo, lo cual llevó a cabo en 1802; de acuerdo al libro El Padre Delgado de Alberto Luna: «...entre él y su familia donaron a la iglesia la suma de veinte mil pesos y, concluidos que fueron, acudió a la caridad pública, que no lo abandonó en ningún momento, viendo que el óbolo era empleado honradamente. Él mismo trazó e hizo ejecutar los planos…».
El templo fue bendecido en junio de 1808, pero aún quedaba pendiente pagar las sumas debidas a los obreros y otros gastos. Para solventarlas, Delgado vendió su derecho de herencia en una hacienda, y no siendo suficiente, tuvo la intención de vender su biblioteca, pero fue persuadido por Silvestre García de la tercera orden franciscana quien liquidó la suma restante. Para el investigador Mauricio Domínguez T.: «Delgado logró la colaboración total de los habitantes de la provincia, prueba irrefutable de que su popularidad era absoluta». Por otra parte, también se afirma que Delgado era miembro de la Congregación del Oratorio de San Felipe Neri.

## Participación en los movimientos independentistas de San Salvador

### Movimiento de 1811

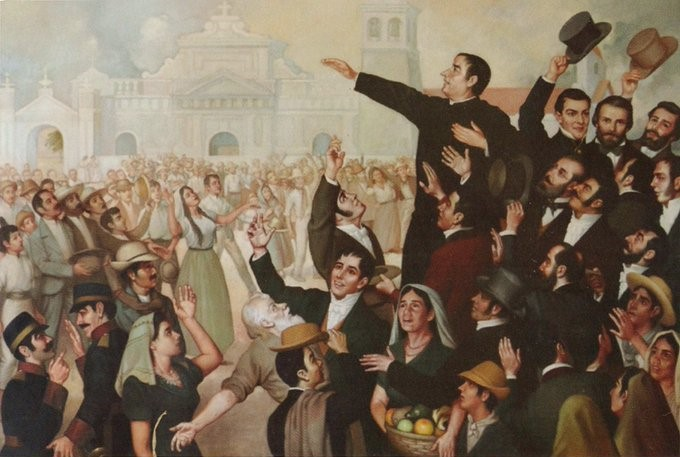
Cuadro del pintor chileno Luis Vergara Ahumada de 1957, que muestra el Primer Grito de Independencia de Centroamérica en San Salvador. En primer plano el padre Delgado con el brazo derecho extendido.

En la segunda mitad del siglo XVIII y principios del XIX, se desarrolló el pensamiento marcado por el racionalismo, que en España coincidió con el auge del Despotismo ilustrado. En América, los sucesos de la independencia de los Estados Unidos y la Revolución Francesa, influyeron en el pensamiento de los criollos. Además,  un hecho fundamental que repercutió en las posesiones españolas americanas fue la imposición de José Napoleón como Rey de España en 1808, que desencadenó la resistencia del pueblo español, la formación de Juntas Patrióticas, y el surgimiento de la Junta Suprema Central que el 1809 invitaba a las Cortes de Cádiz, órgano que reconocía a los americanos como parte del gobierno español; una circunstancia que afirmaba el sentimiento libertario en el continente.
Los criollos de la provincia de San Salvador no escaparon a esa agitación, ya que estaban agobiados por la crisis económica debido a la caída de los precios del añil, principal producto de exportación del Reino de Guatemala, y del cual San Salvador era el principal productor. También comenzaban a cuestionarse el dominio de la metrópoli guatemalteca en el reino.
Los movimientos que buscaban la autonomía en la provincia salvadoreña eran liderados por minorías cultas, entre las que sobresalían los sacerdotes. Aunque de acuerdo al historiador Carlos Meléndez Chaverri, ellos decidieron confiar la acción política a los criollos seglares, prevenidos de la muerte de Miguel Hidalgo y Costilla, en el Virreinato de Nueva España. Sin embargo, los religiosos enfrentaron la censura de las autoridades eclesiásticas de Guatemala, quienes consideraban su conducta como herejía. Por otra parte, varios de esos líderes independentistas estaban unidos por lazos familiares: el mismo Delgado era tío de Manuel José Arce, y guardaba parentesco con la familia Lara y Aranzamendi, y era primo de los hermanos Aguilar. En contraposición a sus aspiraciones, los insubordinados salvadoreños tenían a las autoridades del reino encabezadas por la alianza del capitán general José de Bustamante y Guerra, y el arzobispo Ramón Casaus y Torres.
En la Intendencia de San Salvador, los criollos tomaron la decisión de buscar la autonomía el año 1811. Un detonante fue el apresamiento del religioso Manuel Aguilar en Guatemala, y el comparendo de su hermano Nicolás ante las autoridades eclesiásticas; además se esparció el rumor que el cura Delgado estaba amenazado a muerte, por lo que la población se organizó en grupos para defender su persona. Para el investigador José Guandique, Delgado y Manuel José Arce se convertirían en el «binomio rebelde» de los acontecimientos posteriores.
El día 5 de noviembre de ese año,  los insurgentes decidieron tomar presos a los españoles de San Salvador. De acuerdo a testimonios, en la residencia del cura Delgado se reunían los sediciosos, y su autoridad se advierte en un llamado que dirigió al corregidor Manuel Morales ante un reclamo de Pedro de Alda, por el apresamiento del entonces intendente de San Salvador Antonio Gutiérrez y Ulloa por parte de los amotinados. En un primer momento, Morales se había negado a presentarse por sus muchas ocupaciones, pero acudió ante una esquela del cura Delgado.
Tras asumir el poder los rebeldes ese mismo día, el nombre de Delgado aparece nuevamente demandando la entrega del bastón de mando a José Rossi, comandante del escuadrón de Dragones; quien desatendió la petición. Asimismo, fue también relevante su predicación para que el amotinamiento no se degenerara en violencia. Para la investigadora María López Velásquez, su posición contrastaba con la de Arce quien predicaba la lucha armada, pues la del sacerdote, por el contrario, era un «protesta pacífica, menos frontal, y sin derramamiento de sangre». A pesar de todo, la revuelta no halló respaldo en el resto de la provincia, por lo que la sublevación acabó en fracaso. 
Para acabar con la insubordinación de manera pacífica, las autoridades del reino decidieron enviar una comisión desde la ciudad de Guatemala. Los salvadoreños también organizaron una representación para las conversaciones, de la cual Delgado formó parte.
Una vez calmada la situación, el 22 de diciembre de 1811 Delgado expresó en un discurso: 

«Oid, en este sagrado lugar la voz consoladora de vuestro párroco. Yo que os he acompañado en todas vuestras tribulaciones, que no os he desamparado aun en los momentos más amargos, que siempre me visteis con vosotros en las calles, en las Plazas, en las habitaciones domésticas, en este sagrado templo implorando las clemencias del Señor. Que arrastrado del torrente impetuoso de las convulsiones populares que desgraciadamente arrastraron a esta ilustre Ciudad en los aciagos días 4, 5 y 7 de noviembre, corría de un lugar a otro infatigable y activo, por dar ejemplo de moderación a los unos, dirección a los Magistrados, y consolación a los afligidos …Escuchadme, hijos míos, escuchadme atentos y sosegaos...Hombres atrevidos os han deslumbrado con falsas ideas de bienes aparentes y os condujeron al precipicio. La mano bienhechora del Omnipotente os salvó, la Muy Noble y Leal Ciudad de Santiago de los Caballeros tomó en consideración vuestros males y se encargó de su remedio…»

De acuerdo al historiador Chaverri, Delgado debía dar ejemplo de «moderación, respeto, y hermandad cristiana»;  también José Guandique declara que Delgado conocía «el terreno y decidido a la prosecución de la lucha», mantuvo «sus propósitos sin ofender a los poderosos en turno». Por el contrario, otras opiniones expresarían que sus palabras iban en contra de los rebeldes y el intento de sublevación. Sea como fuere, Delgado, por medio de solicitud del capitán general Bustamante al Arzobispado guatemalteco, terminó confinado por un tiempo en la Ciudad de Guatemala.

### Movimiento de 1814

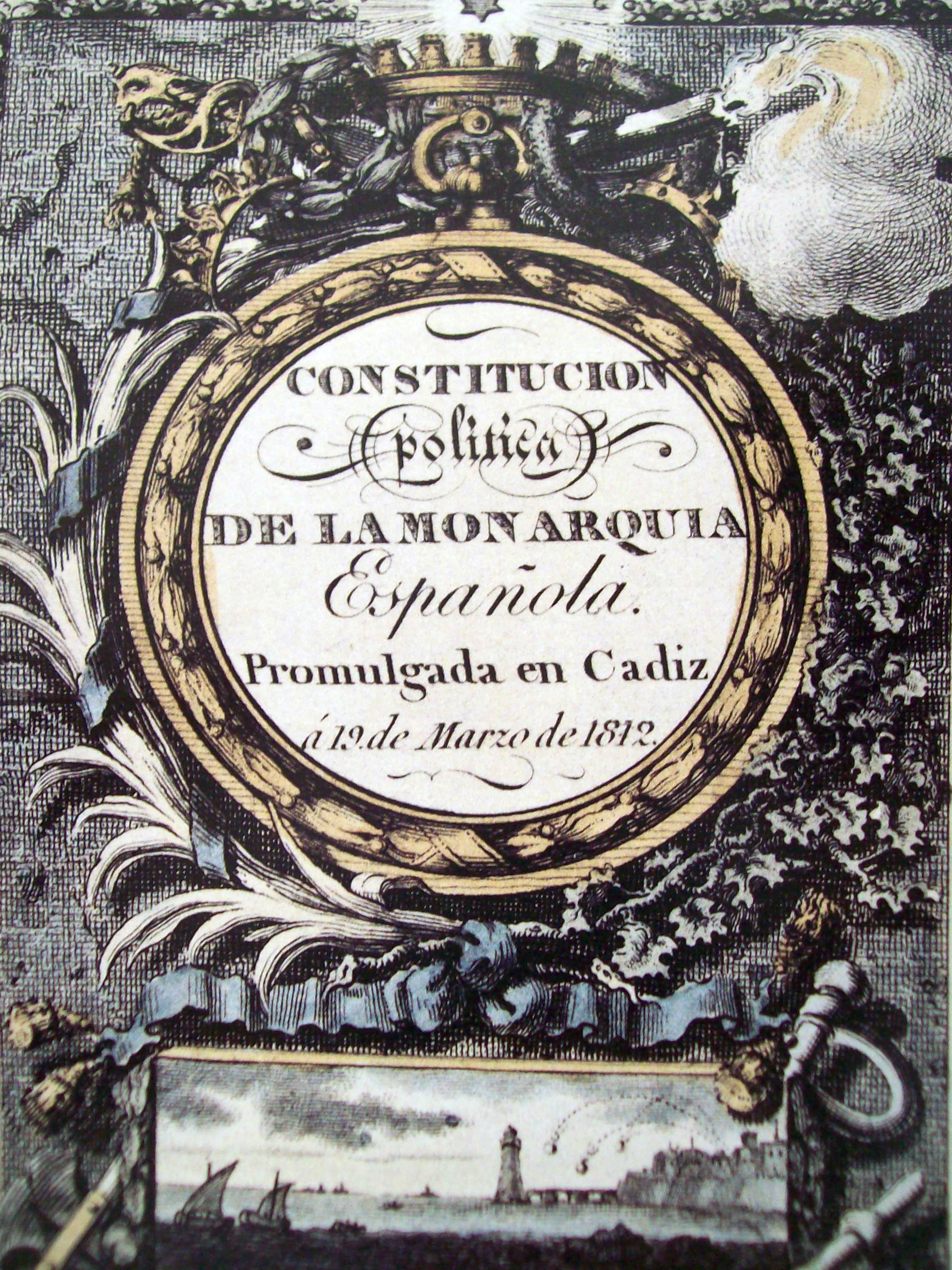
Portada de la primera edición de la Constitución de Cádiz.

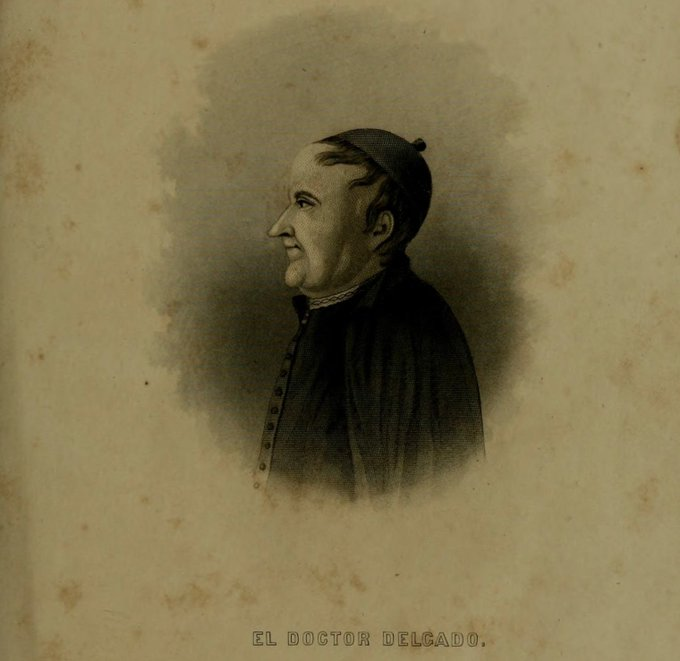
Jose Matías Delgado, líder del primer movimiento independentista de San Salvador,. No se encontraba en El Salvador en el momento de la segunda insurrección en 1814, y no participó en ella.

En 1812 entró en vigencia la Constitución de Cádiz que contenía un espíritu liberal, y que además otorgaba autoridad a los ayuntamientos americanos. El mismo Delgado pronunció un sermón el 8 de octubre de ese año cuando se juró la constitución en San Salvador, declarando:

«que la grandeza, el esplendor, la existencia y la permanencia de los Estados y aun las virtudes de sus individuos [eran producto de sus constituciones]»

Uno de los puntos de trascendencia de la Ley Fundamental, era la erección de Diputaciones Provinciales, por lo que dos de ellas fueron establecidas en el Reino de Guatemala: una en la misma provincia de Guatemala, que comprendía a Comayagua y San Salvador, y la otra en León. Delgado integró la diputación guatemalteca junto a Mariano García Reyes, José María Pérez, José Simeón Cañas, Eulogio Correa, Bruno Medina y Mariano Pavón; la diputación fue instalada el 2 de septiembre de 1813. Para el mes de noviembre,  Delgado resultó elegido como rector de la Universidad de San Carlos, cargo en el que se mantuvo hasta el 10 de noviembre de 1814.
A principios de ese año, en la provincia de San Salvador estalló una nueva insurrección. Nuevamente el cura Delgado era objeto de rumores, cuando el 5 de septiembre de 1813 se difundió la noticia que se encontraba «con un par de grilletes» en Guatemala, por órdenes de Bustamante y Guerra.  El entonces intendente de San Salvador, José María Peinado, trató de calmar la situación e instó a los pobladores de San Salvador que esperasen el correo de Guatemala para confirmar las noticias; pero los vecinos también le reclamaban que él mismo había faltado a la seguridad del religioso, ya que estaba alojado en Guatemala en una casa de la familia del intendente.
El correo ordinario de la capital era esperado el día seis, y arribó alrededor de las once la noche. Aunque no escribió de su puño y letra, en una comunicación aparecía una posdata del cura, lo cual ayudó a calmar los ánimos. No obstante, las sospechas continuarían acechando al religioso, pues el mismo Bustamante expresaría en una carta dirigida al gobierno español, que el sacerdote era acusado por los europeos de ser cómplice en la preparación de los levantamientos.

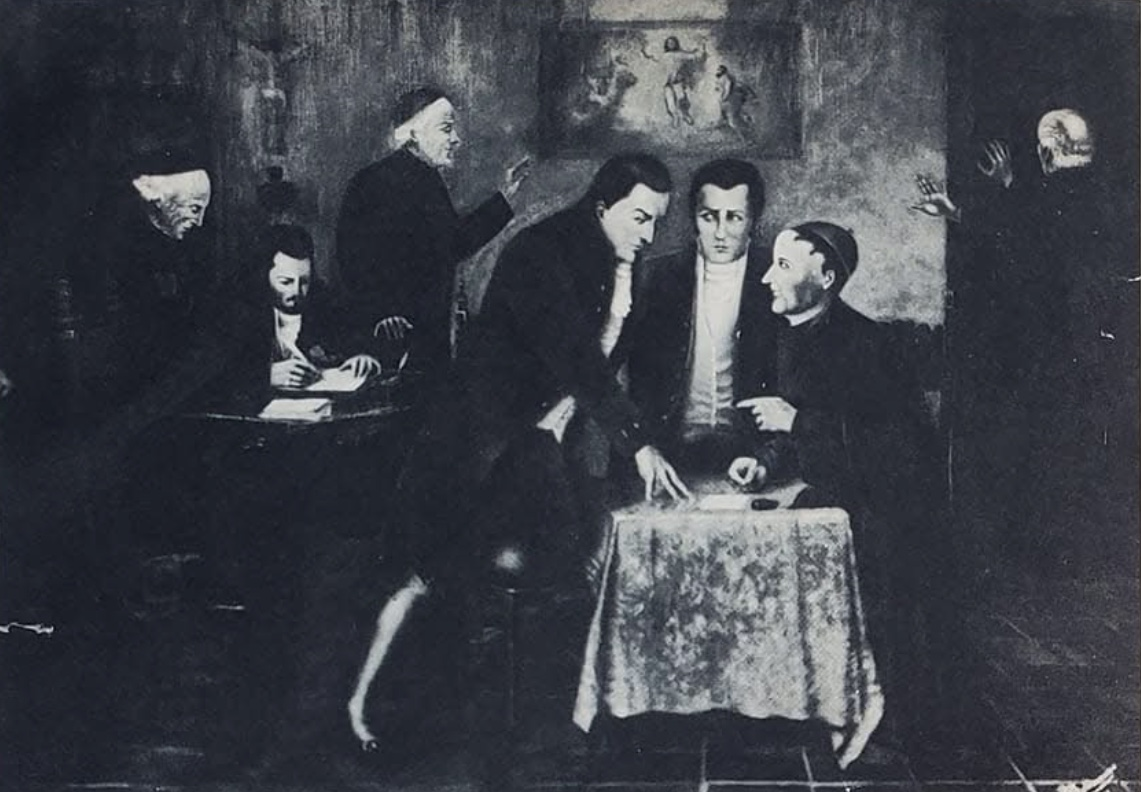
Conspiración de 1814; Primer Plano Manuel Jose Arce, Domingo Antonio Lara, Presbítero Dr Matías Delgado, Al fondo Los Hermanos Aguilar y Juan Manuel Rodríguez.

Precisamente, la rebelión ocurrió el día 24 de enero de 1814. En esa ocasión, su hermano Miguel Delgado estuvo involucrado en los hechos, ya que en la casa de habitación de los Delgado fue encontrada una carta dirigida a José María Morelos, que contenía el borrador de un bando y capítulos de la Constitución «que se deseaba implantar», y la cual era firmada por los sublevados, entre ellos Miguel. Él acabaría en prisión junto a Juan Manuel Rodríguez, Santiago José Celis, y Crisógono Pérez, entre otros. Ante la situación política, el propio Delgado quiso dirigirse a su ciudad para intentar aplacar los ánimos, pero su viaje fue impedido por las autoridades guatemaltecas quienes consideraban que su intervención podría ser contraproducente, debido al involucramiento de sus parientes. Pese a todo, esta nueva insurrección terminó en fracaso y muchos de los involucrados terminaron presos.
Ese mismo año,  la Constitución de Cádíz fue derogada el día 4 de mayo por el rey Fernando VII. Como consecuencia de la derogación, el diputado a las Cortes por parte de Guatemala, el canónigo Antonio Larrazábal, acabó también preso. Para pedir su liberación, fue elevada una súplica al rey Fernando VII por parte del claustro pleno de la Universidad de San Carlos de la que formaba parte Delgado, como su rector.

## La Independencia y las Provincias Unidas del Centro de América

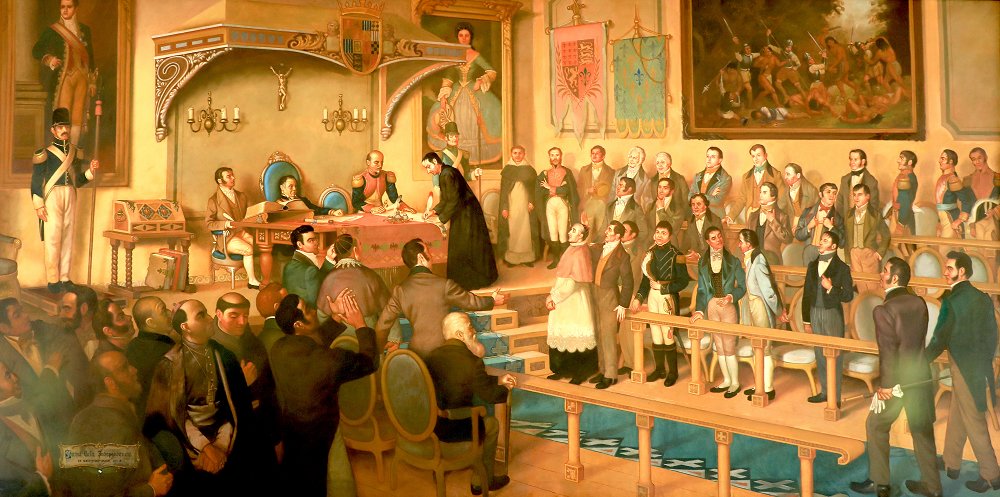
José Matías Delgado al momento de firmar el acta de independencia centroamericana, en una representación de la reunión del 15 de septiembre de 1821 del pintor chileno Luis Vergara Ahumada.

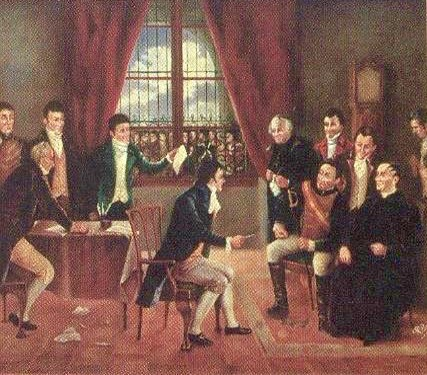
Firma del acta de independencia el 15 de septiembre de 1821.

Para el año 1820, la Constitución de Cádiz fue puesta nuevamente en vigencia, debido a los acontecimientos provocados por Rafael del Riego en el mes de enero; además, se reinstalaron las diputaciones de Guatemala y León el día 13 de julio de ese año. José Matías Delgado integró la Junta Consultiva Provincial junto a José Simeón Cañas, Mariano Beltranena, José Valdez, José Antonio Rivera Cabeza de Vaca, y José Mariano Calderón, previo al establecimiento de la constitución en la región el día 26 de ese mes.
Sin embargo, para el año 1821 se tuvo noticia en el Reino de Guatemala la proclamación del Plan de Iguala en el Virreinato de Nueva España en el mes de febrero, y en el cual se declaraba la independencia del Imperio español. También Ciudad Real de Chiapas se declaró independiente en agosto. Ante los hechos, Gabino Gaínza, que se encontraba al frente de la Capitanía General de Guatemala, se vio presionado por los independentistas centroamericanos para proclamar la independencia de inmediato.
Por su parte, la Diputación Provincial de Guatemala pidió la convocatoria a una junta de todas las autoridades y funcionarios de la ciudad; reunión llevada a cabo el día 15 de septiembre de 1821, y en la que se redactó el Acta de Independencia de Centroamérica. Delgado, parte del llamado grupo «republicano» o «liberal»,  fue uno de sus firmantes como miembro de la Diputación.Él resultó también elegido miembro de la Junta Provisional Consultiva, como representante de San Salvador, formada tras la firma del acta de independencia.
En San Salvador se conoció del acta de independencia el 21 de septiembre, y durante los días siguientes existieron muestras de júbilo. En el mando de la provincia se encontraba Pedro Barriere, quien tuvo reticencia en nombrar a las nuevas autoridades, por lo que repelió con la fuerza a los salvadoreños y mandó a apresar a reconocidas personalidades como Juan Manuel Rodríguez, Manuel José Arce y Domingo Antonio de Lara.
Al saber de los sucesos en San Salvador, el día 27 de octubre la Junta Consultiva nombró a José Matías Delgado como Intendente de la provincia, para que calmase los ánimos y asumiera «el mando político y obrar en lo militar como lo exigieran las circunstancias». A su paso por Santa Ana, puso en libertad a los Arce, Rodríguez y Lara quienes eran conducidos presos a Guatemala, y al llegar a San Salvador, Barriere dejó el mando de la provincia, y las tropas de voluntarios realistas fueron desarmadas y licenciadas. De acuerdo a la investigadora Xiomara Avendaño, los salvadoreños decidieron organizarse como Diputación Provincial de acuerdo a la Constitución de Cádiz, y resultaron elegidos como representantes de las elites municipales el mismo Arce, Juan Manuel Rodríguez, Sixto Pineda, Antonio José Cañas, Manuel Molina y Cañas, y el presbítero Basilio Zeceña, quienes acompañaron a Delgado como Intendente presidente. El nuevo gobierno salvadoreño tomó posesión el 28 de noviembre.

Sin embargo, Delgado sostuvo una controversia con sus compatriotas cuando trató de mantener al comandante Domingo Viteri, remanente del antiguo régimen, ya que confiaba en su fidelidad; pero personalidades como Juan Manuel Rodríguez, Antonio José Cañas, y Manuel José Arce, refutaron la decisión y terminaron imponiéndose, alegando la falta de confianza y el deber de destituir a los «enemigos de la libertad».

### La anexión al Imperio mexicano

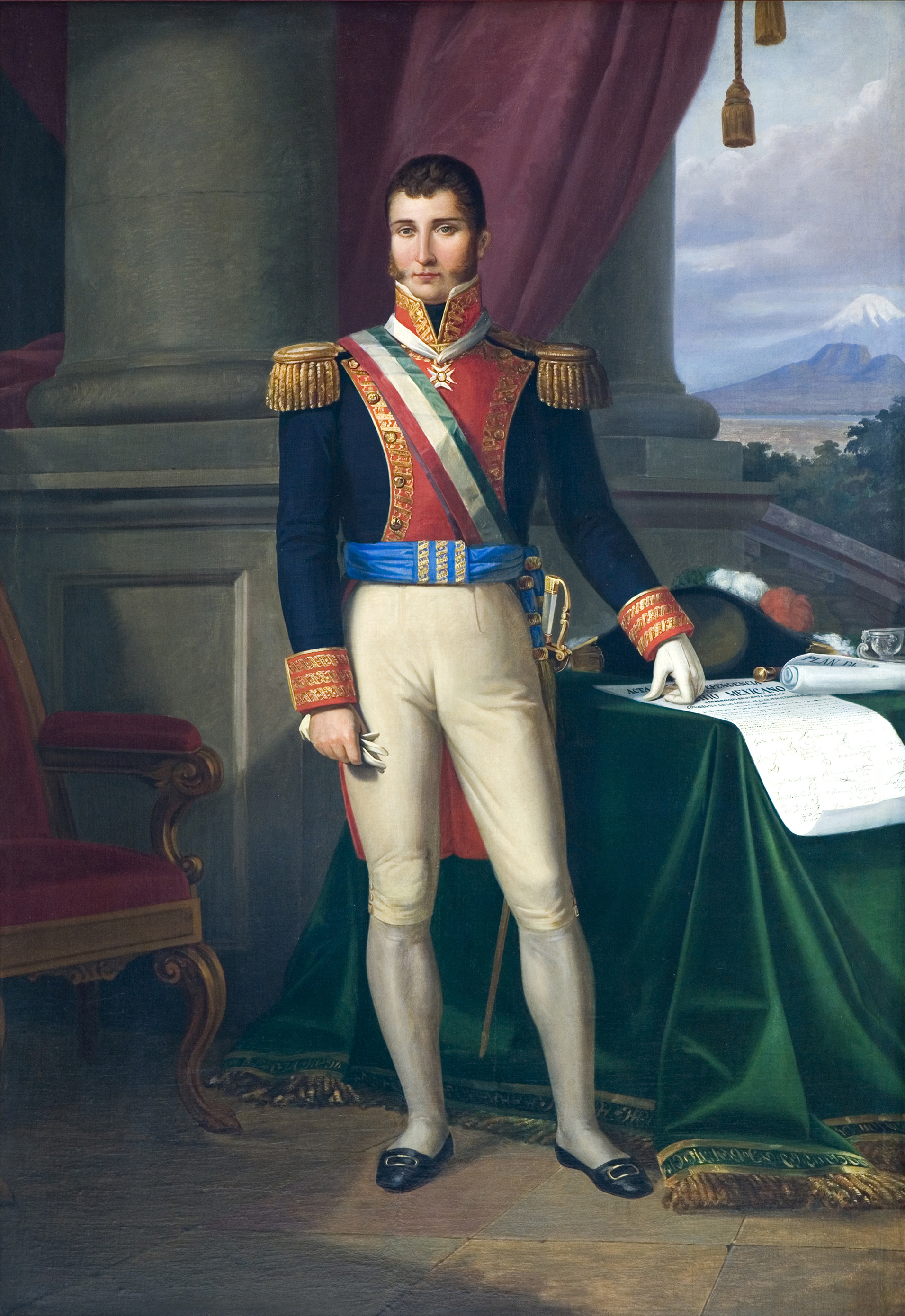
Agustín de Iturbide.

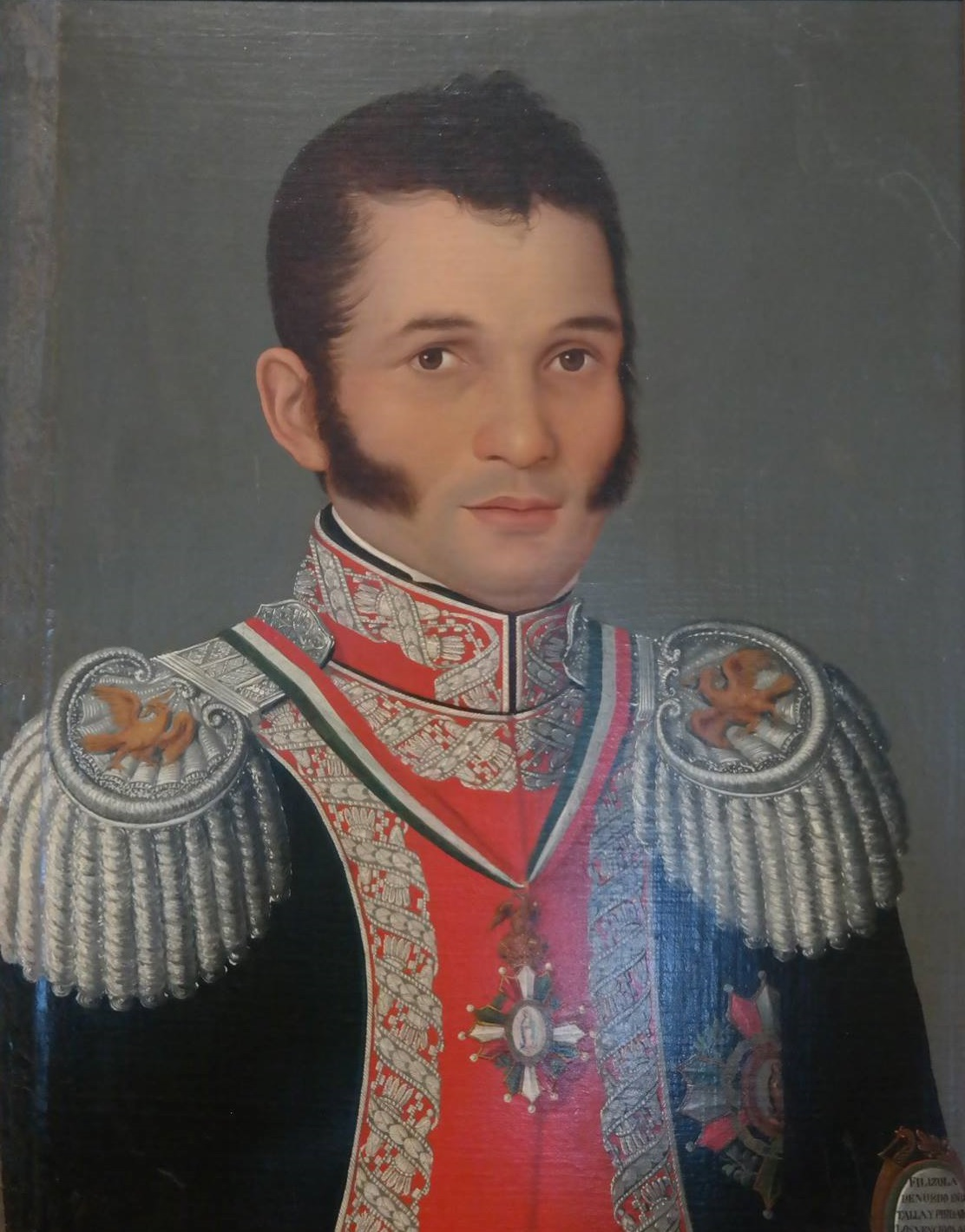
Cuando las provincias de Centroamérica declararon su unión al Imperio, la Provincia de San Salvador denunció la anexión como ilegítima, se declaraba en rebeldía y bajo la dirección de José Matías Delgado y Manuel José Arce y Fagoaga se preparó para la lucha armada. Las tropas mexicanas y salvadoreñas trabaron combate en la zona de El Guayabal y Guazapa el 14 de enero de 1823. El mismo Filísola mandó una nota al presbítero salvadoreño Dr. José Matías Delgado y de León para reconsiderar la anexión al Imperio, pero Delgado rechazó la propuesta.

A pesar de la nueva situación política, existía en las autoridades de las provincias centroamericanas la indecisión, ya que unas se avocaban por la independencia total y otras adoptaban el Plan de Iguala y la sumisión al Imperio mexicano de Agustín de Iturbide. Precisamente, Gaínza supo de la invitación de Iturbide el día 27 de noviembre para que el Reino de Guatemala formase, junto a México,  «un grande imperio», ya que Guatemala, según reporta Alejandro Marure, «se hallaba todavía impotente para gobernarse por sí misma». También anunciaba la aproximación de un «ejército de protección», cuya misión era «proteger con las armas los amantes de su patria».
De hecho, la facción anexionista al Imperio mexicano, compuesta por aquellos que deseaban mantener la hegemonía en la región tras la independencia, empezaba a imponerse en Guatemala, ya que temían que el congreso centroamericano estipulado por el acta de independencia del 15 de septiembre, el cual debía «decidir el punto de independencia general y absoluta» (art. 2), fuera contrario a sus intereses. Mediante una consulta a los cabildos abiertos, el día 5 de enero fue decretada la anexión por la Junta Consultiva, la cual quedó disuelta posteriormente. Sin embargo, únicamente los cabildos de San Salvador y San Vicente manifestaron plenamente su oposición.
Días antes, y en vista de la situación inestable en las provincias, el gobierno presidido por Delgado había enviado una invitación a las Provincias de León y Comayagua el 25 de diciembre de 1821 para unirse a San Salvador y así formar una especie de  «entidad tripartita». De igual manera el ayuntamiento de San Salvador había expresado su posición de resolver su destino por medio de un congreso nacional centroamericano, como único facultado para resolver sobre el asunto.
El 11 de enero de 1822 los salvadoreños manifestaron que el ayuntamiento y pueblo nunca había «pensado adoptar otro sistema de gobierno que no sea el republicano» y abogaron por la reunión de los diputados para resolver «la suerte de la provincia». Delgado, ya como Presidente de la nueva Junta Gubernativa, envió una nota a Gaínza en la que le exponía «el peligroso estado de venir a una funesta anarquía a consecuencia de la extraordinaria novedad con que se les había sorprendido, mandando que los cabildos en consejo abierto decidan sobre la agregación a México cuando trataban de elegir sus diputados para el Congreso».
Durante los meses siguientes, Delgado, junto a Manuel José Arce, encabezaron la resistencia a la resolución del 5 de enero. Además el mismo Delgado comenzó a enviar manifiestos y oficios a los demás partidos de la provincia excitando a la separación de Guatemala. También la Junta salvadoreña decidió erigir un Obispado en la Provincia.  Como consecuencia,  y debido a su participación política, el religioso era acusado de herético.
La ofensiva desde Guatemala para someter a San Salvador empezó con el despliegue de las tropas al mando del sargento mayor José Nicolás de Abós y Padilla, que trabó batalla con las huestes salvadoreñas comandadas por Arce, quien triunfó en la batalla de Llano El Espino. Otra ofensiva al mando de Manuel Arzú, a pesar de arribar a San Salvador, no pudo consolidar la ocupación.  Para cesar las hostilidades, se firmó un convenio el 10 de octubre de 1822 entre representantes salvadoreños y del Imperio mexicano, pacto en el que se reconoció la voluntad de las provincias que se habían sometido a México y también a las que deseaban sujetarse a San Salvador.  Al final el acuerdo quedó a la discreción Iturbide, quien tomó como disensión la conducta de San Salvador y ordenó su sometimiento.
Vicente Filísola comandó las tropas imperiales mexicanas sobre San Salvador, pero el 12 de noviembre el gobierno salvadoreño acordó la incorporación al Imperio mexicano. Sin embargo, su cumplimiento se haría efectivo a condición de que se suspendiera la marcha de los militares, así como se reconociera la erección de la silla episcopal. Además mantendrían el armamento y dependerían de un gobierno central. Filísola interpretó esto como una dilación, por lo que declaró nula la resolución y reclamó la jurisdicción al Imperio; ante los hechos, los salvadoreños declararon nula la incorporación al Imperio mexicano y acordaron la incorporación a los Estados Unidos el día 2 de diciembre. La declaración no detuvo a Filísola, que después de ocupar Mejicanos, el 9 de febrero de 1823 tomó San Salvador. Allí tuvo contacto con los dirigentes salvadoreños, entre ellos Delgado, quien terminó confinado en una de sus haciendas. A pesar de los acontecimientos, Iturbide abdicó al trono el 19 de marzo, por lo que Filísola decidió convocar el congreso establecido en el acta del 15 de septiembre.

### Presidente de la Asamblea Constituyente de las Provincias Unidas del Centro de América

Escudo de las Provincias Unidas del Centro de América.

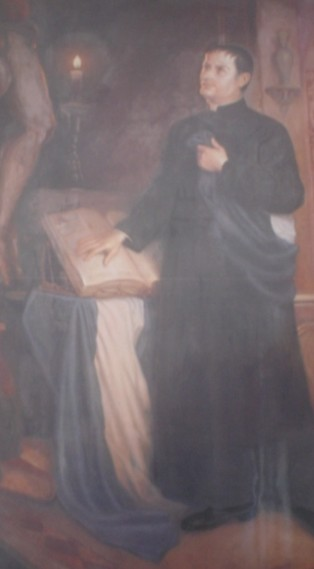
Delgado tuvo la gran satisfacción de presidir el Congreso que proclamó la independencia de Centroamérica a partir del 1 de julio de 1823. Al año siguiente se vio la Constitución de las Provincias Unidas de Centroamérica, República federal, que aglutinaba a los cinco Estados de Centroamérica.

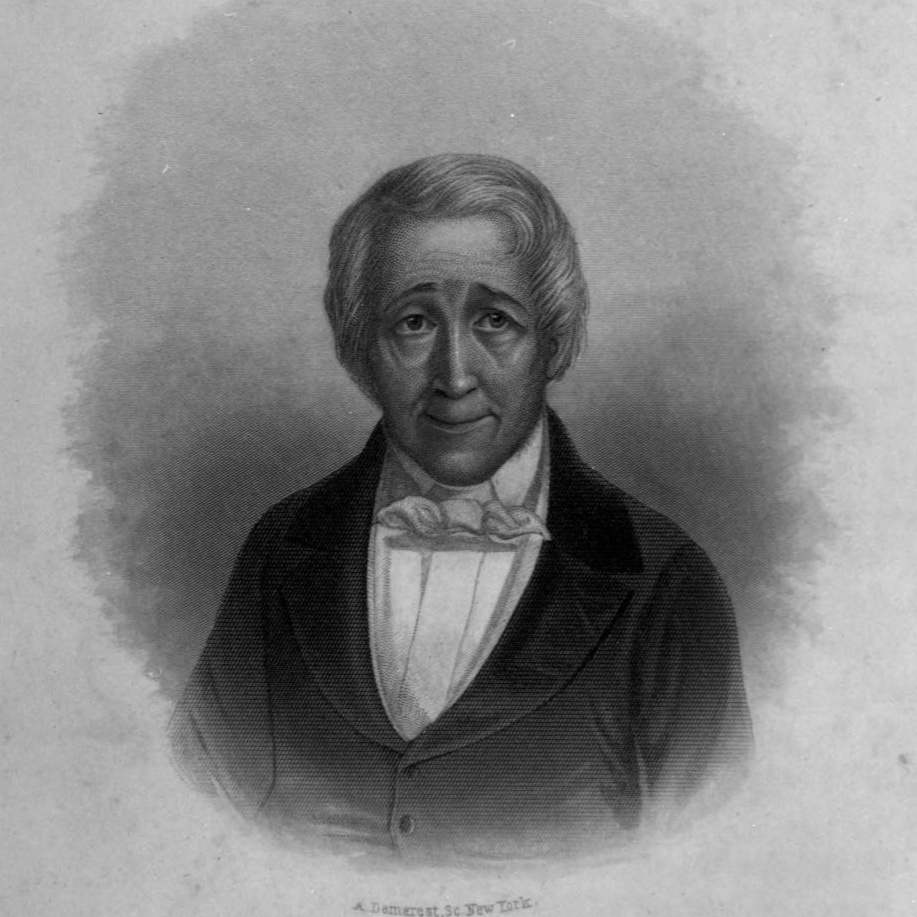
se adoptó oficialmente el sistema federal en Centroamérica. Es necesario destacar la influencia de tres guatemaltecos y un salvadoreño, principales autores de la Constitución: Pedro Molina, José F. Barrundia, Mariano Gálvez y José Matías Delgado.

Tras la convocatoria de Filísola, la provincia salvadoreña nombró a sus representantes. Por San Salvador fueron elegidos José Matías Delgado y José Antonio Jiménez y Vasconcelos en calidad de diputados propietarios, y como suplentes Pedro José Cuellar y Juan Francisco Sosa. El 24 de junio de 1823, quedó instalada la Asamblea Constituyente de Centro América y el mismo Delgado resultó elegido como su Presidente con un total de 37 votos. La primera sesión se llevó a cabo el día 29 de junio, y Delgado expresó un discurso que en parte reza:

Si Guatemala celebra con entusiasmo la instalación de su Congreso: si los pueblos perpetuaran justamente su memoria ¿Con qué palabras o expresiones podré ahora manifestar tan glorioso acontecimiento? Yo lo examino y observo en sus diversos aspectos; es propio del siglo de las luces y del sistema general de las Américas, estaba en el orden político de su historia y era una consecuencia tanto más necesaria cuanto más prevista; en fin es un resultado inevitable de procedimientos tortuosos con que se cuidada evitarlo.

Mas cuando lo veo y contemplo con respecto al actual estado de nuestros pueblos, considero que a su debilidad, abyección y miseria se añadió el desprecio, la impostura y violencia; encuentro ya en el mismo suceso un prodigio que haciéndome prescindir de los principios de la ciencia política, lo miro designado con el sello de Dios, porque la mano poderosa del Altísimo obra a favor nuestro. ¡Oh Guatemala, San Salvador, Nicaragua y demás provincias del Centro de las Américas! Reconoced y publicad a la faz del universo que la libertad era don precioso con que ha sido criado el hombre y es tan debida a nuestra asociación; que nuestra independencia igualmente santa y costosa al volver ambas a nuestras manos de las infames que nos la habían usurpado, es una restitución ni solo justa por todos los títulos sino también feliz, prodigiosa y divina…

Además, Delgado, junto a José Simeón Cañas, Pedro Molina Mazariegos, Francisco Flores y Felipe Vega, habían realizado el dictamen relativo a la independencia absoluta de las provincias del Reino de Guatemala. Para el 1 de julio, fue emitida la Declaración de Independencia absoluta de Centroamérica, que en su inicio proclama el nombre de «las Provincias Unidas del Centro de América...»; nombre quizá  derivado del discurso de Delgado, quien se había referido a la región como «las Provincias del Centro de de las Américas».
Sin embargo, en los nuevos Estados era debatido el sistema que regiría a la nueva república centroamericana, esto es, entre uno federal o centralizado. La opinión que prevalecía en las provincias, a excepción de Guatemala, era el sistema federal similar al de los Estados Unidos. El militar e historiador Manuel Montúfar y Coronado atribuye al cura Delgado la definitiva adopción de este sistema, pues le acusaba de buscar el beneficio personal para erigir la silla episcopal en San Salvador, aunque Meléndez Chaverri destaca que la actitud de los salvadoreños «en sus luchas libertarias era móvil más que suficiente para la adopción de un sistema por el que soñaban desde 1811».
Sea como fuere, Delgado también participó en la redacción de las Bases de la Constitución Federal publicadas el 17 de diciembre de 1823,  como parte de una comisión en la que también estaban Pedro Molina, José Francisco Barrundia, y Mariano Gálvez. Con la instalación de la República Federal de Centro América, el general salvadoreño Manuel José Arce quedó elegido como su presidente para el año 1825. Asimismo, el religioso estaría presente en el Congreso Constituyente de El Salvador instalado el 14 de marzo de 1824, como representante salvadoreño ante la Asamblea Constituyente centroamericana. Ese Congreso promulgó la primera Constitución de El Salvador el 12 de junio de 1824.

## La cuestión del Obispado salvadoreño

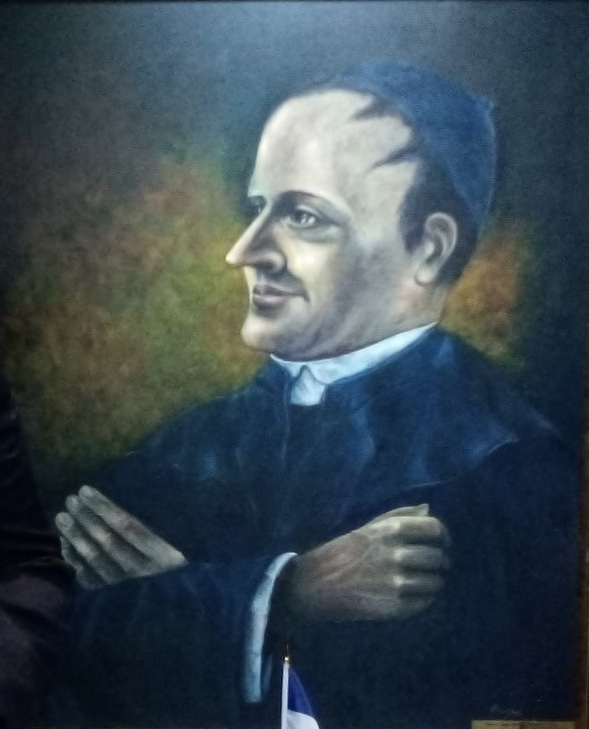
José Matías Delgado y de León fue elegido por la asamblea constituyente para ocupar el recién creado obispado de San Salvador. Sin embargo, el Papa León XII, que no había aprobado el establecimiento de un nuevo obispado en la región, lo anuló en 1826. Este enfrentamiento durará hasta el final de la vida de Delgado.

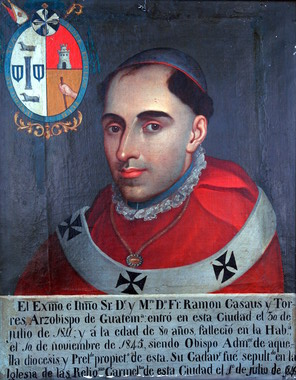
Ramón Casaus y Torres, se mostró como férreo opositor ante la erección del obispado de San Salvador por el gobierno salvadoreño en 1824, el cual era encabezado por el mismo Delgado. La resolución fue declarada ilegítima por León XII en 1826.

Una vez realizada la Independencia de Centroamérica, el dominio político de Guatemala sobre San Salvador había disminuido, pero en lo religioso aún permanecía. Desde 1810 existía la aspiración de los salvadoreños de erigir un Obispado en la provincia —que tenía la calidad de vicaría—, a través de la petición de José Ignacio Ávila ante las Cortes de Cádiz, la cual no había prosperado. Para Meléndez Chaverri, ese propósito era una manifestación del nacionalismo salvadoreño, y una medida que tendía «a hacer más débiles los vínculos con la capital del Reino».
Había otro antecedente de esa búsqueda de autonomía, cuando el año 1812 el gobierno español había iniciado el trámite para la creación del Obispado, pero Bustamante y Guerra no prestó la colaboración necesaria; también en 1818 José Matías Delgado había sido apoyado por los curas párrocos y sacerdotes de San Salvador para ser nombrado obispo en contraposición al Dr. Manuel Molina, el candidato del arzobispado quien era rechazado por su tendencia monarquista y opositora a los movimientos independentistas.

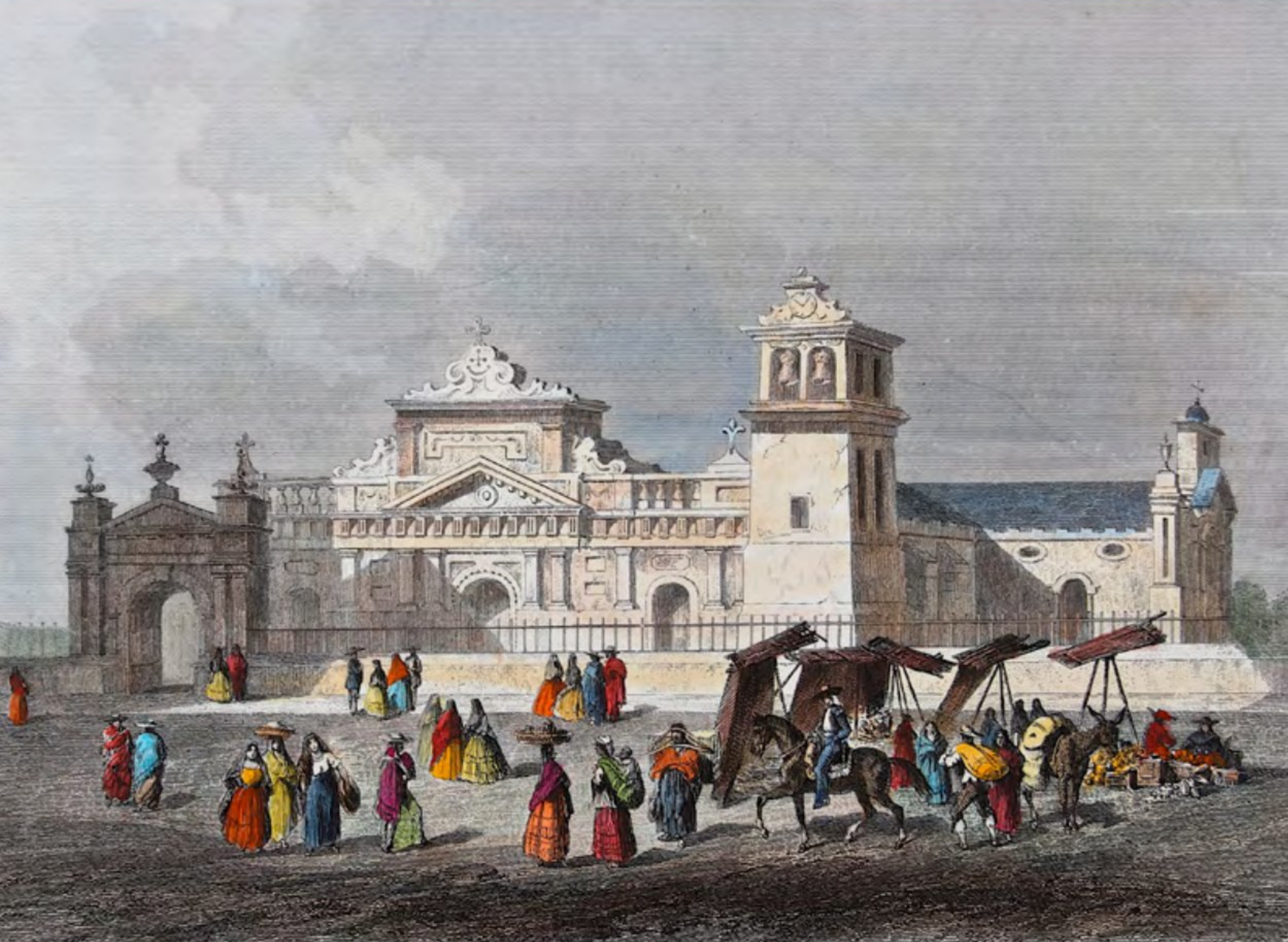
Litografía coloreada de la antigua iglesia parroquial y primera catedral de San Salvador en 1867

Por otra parte, una vez terminado el dominio español los nuevos Estados americanos se atribuían el derecho de presentación, es decir, la designación de obispos, ya que después de la independencia en América, el patronato regio —del cual el derecho de presentación era uno de sus privilegios—  era considerado, según ellos,  como insubsistente para el rey de España, por lo que dichas prerrogativas habían sido traspasadas a las nuevas repúblicas. También el mismo rey Fernando VII se había mostrado intransigente ante los Papas Pío VII y León XII a ceder cualquier privilegio del patronato. Ante ambas posturas, las autoridades de la Santa Sede se veían incapaces de proveer obispos a las nuevas repúblicas.
La Asamblea Constituyente de Centro América se declaró sobre el asunto, estableciendo que era a la nación centroamericana a quien correspondía el derecho de presentación para las prelacías, y no a ningún Estado en particular, aunque dejaba la posibilidad de acordar los nombramientos con la Santa Sede, situación de la que los salvadoreños no esperaban ser beneficiados a corto plazo. Por ello, el 27 de abril de 1824 el gobierno salvadoreño ignoró cualquier decisión y decretó la erección del Obispado de San Salvador y a José Matías Delgado como su obispo. Tras la aprobación del Gobierno, el día 5 de mayo el Congreso Constituyente de El Salvador ratificó la decisión; por lo que Delgado asumió el cargo el día seis.

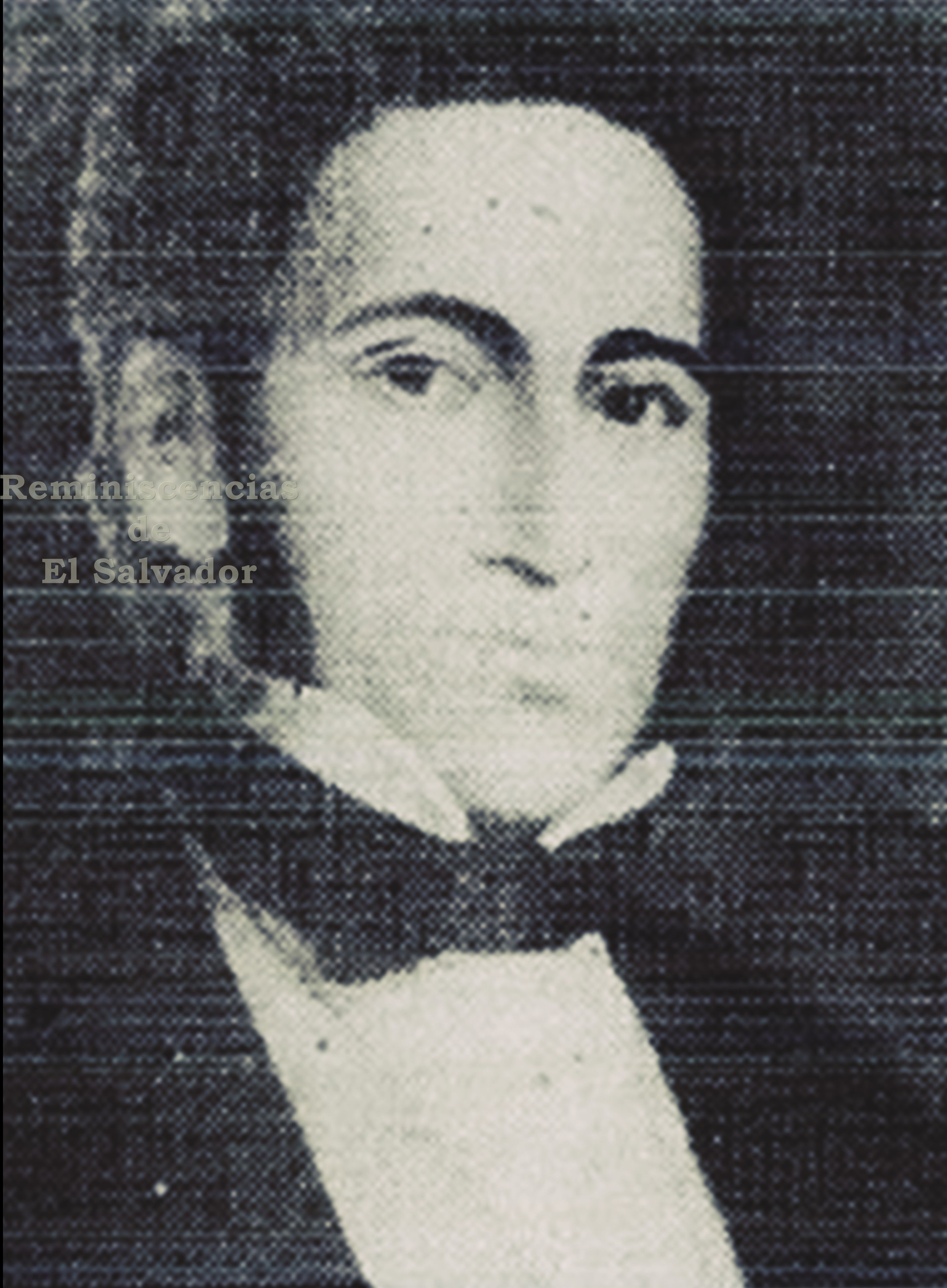
Lic. José Damián de Villacorta y Cañas. desarrolló funciones legislativas, antes de clausurar sus sesiones el 23 de noviembre de 1824. En ese tiempo, esa Asamblea promulgó la liberación de los esclavos y entregó el Obispado de San Salvador al presbítero y doctor José Matías Delgado y de León.

En la toma de posesión el templo parroquial de la ciudad fue consagrado como Catedral, y además  «se cantó una misa solemne por el Diputado Presbítero Pablo María Sagastume»; también asistió José Simeón Cañas, quien «pronunció una solemne oración». Cabe agregar que Cañas y el presbítero Isidro Menéndez, habían sido requeridos por Delgado para tomar la importante decisión de asumir el cargo. Ese día el nuevo obispo salvadoreño pidió:

...al Todo Poderoso sus oraciones para que por los merecimientos de Cristo Salvador Nuestro, me haga digno y capaz de apacentar fiel y cumplidamente un rebaño que por tantos títulos me es del mayor aprecio y de cuya felicidad depende la mía.

Esta resolución tenía el antecedente del 30 de marzo de 1822, en plena discordia sobre la anexión al Imperio mexicano, ya que la Junta de Gobierno de San Salvador había dado la siguiente resolución: «…que desde luego quede erigida en obispado y que sea el primero que ocupe esta silla, según la voluntad general de toda la Provincia manifestada en el mismo expediente, el señor doctor José Matías Delgado…»”. No obstante, esa declaración no tuvo resultados prácticos, aunque el 10 de noviembre de ese año el congreso salvadoreño había confirmado la erección del arzobispado y a Delgado como su obispo.
Por su parte, el Arzobispo de Guatemala Ramón Casaus y Torres se convirtió en el más férreo opositor de la erección del Obispado salvadoreño. Acusó a Delgado de haber sobornado a sus electores, y por medio de un edicto declaró nulo y sin valor la creación de la diócesis y el nombramiento de Delgado. Además, informó a la Santa Sede sobre el asunto, el cual incluyó su propia versión, ya que aseveraba que Delgado «con la ayuda de un contingente militar y doscientos moradores» había intimidado al Congreso. También, por medio de cartas pastorales imprecaba a Delgado y le declaraba como enemigo político y al clero que le seguía le acusaba de hereje. Esta reacción del arzobispado guatemalteco implicó un rompimiento tácito entre El Salvador y Guatemala.

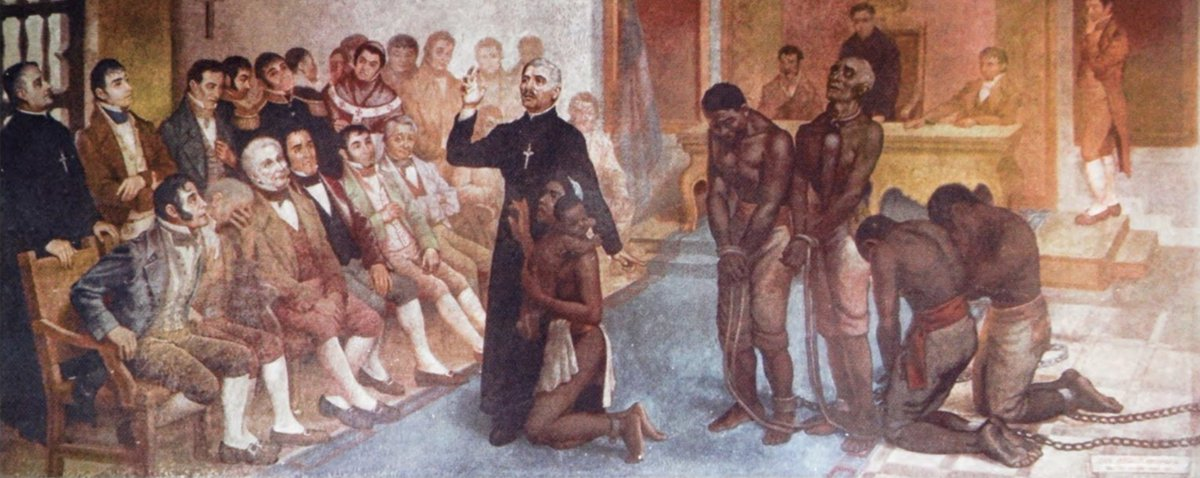
Delgado fue participe de la última sesión del Congreso Constituyente de las Provincias Unidas del Centro de América, la cual su amigo el presbítero y doctor José Simeón Cañas y Villacorta pide la libertad de los esclavos. Centroamérica fue el tercer estado después de Haití y Chile que abolió la esclavitud en todo el continente.

Aunque las acciones tomadas por Casaus estaban ajustadas a lo que dictaban los cánones eclesiásticos, sus antecedentes en contra de la independencia centroamericana hacían estimar a sus detractores que el arzobispo simplemente intrigaba en contra de la independencia salvadoreña.
Por el contrario, Isidro Menéndez argumentaba a favor de la erección del Obispado salvadoreño en los siguientes términos: 

Ninguno duda que el rey de España obtenía el Patronato de las Américas y de la Península.  Los escritos publicados sobre lo obrado en S. Salvador suponen que el derecho de patronato solo les vino a los reyes católicos en virtud de concordatos y privilegios de la silla apostólica. Efectivamente estas son dos de las razones en cuya virtud lo han poseído; pero hay además otras no menos concluyentes y todas ellas militan a favor de S. Salvador. Por derecho y antigua costumbre, y justos títulos y convenciones apostólicas, dice la ley 1, tít. 6 libro. Recopilación de Castilla, somos patrón de todos las Iglesias catedrales de estos reinos, y nos pertenece la presentación de los arzobispos y obispados, y prelacías y abadías consistoriales de estos reynos, aunque vaquen en corte de Roma.

Menéndez justificaba también el ejercicio del patronato a las nuevas repúblicas, ya que: 

el rey no fundaba y sostenía dichas Iglesias y beneficios con su propio pecunio; lo hacía con las rentas de la nación,…Y bien en la federación centro americana; ¿Quién edifica, quien sostiene los beneficios? ¿no es ella misma?...¿No han sido y son las rentas nacionales las que han sufragado esos gastos?.

Ante la postura intransigente del arzobispado guatemalteco, el día 23 de abril de 1825 el parlamento salvadoreño decretó que todas las pastorales, edictos, y circulares de Casaus fueran sujetas a previa censura del gobierno, «bajo pena de muerte, destierro o prisión, según el caso». Esta decisión era consecuente con la asamblea guatemalteca que había tomado la misma acción el 27 de octubre del año anterior. También en el mismo Congreso federal se discutió con fuerza el asunto entre los partidos políticos, y Meléndez Chaverri asevera que fue uno de los «más ruidosos asuntos discutidos por este cuerpo representativo». La situación llegó a un punto que se formaron bandos dentro el mismo clero; y el propio Delgado se encargó de expulsar a sus opositores, aunque algunos decidieron partir a Guatemala por sí mismos.
Para el investigador Mauricio Domínguez T., el asunto «asumió todas las apariencias de la lucha entre liberales y conservadores», ya que ni los salvadoreños permitirían que Casaus, un conservador, controlase la provincia; ni este dejaría a Delgado, de tendencia liberal, asumiera como obispo. También hace notar que para el grupo centralista, contrario al sistema federal,  el patronato regio «era un instrumento más para ejercer control sobre los otros estados».
El 18 de julio de 1825, el Congreso federal avaló la erección de la silla episcopal en San Salvador, pero declaró insubsistente el nombramiento de Delgado como obispo «por creer ser atribución de dicho Congreso». Sin embargo, el Senado federal opinó lo contrario: desaprobó el decreto del Congreso en lo relativo a José Matías Delgado, y autorizó su elección por tener los Estados «plena facultad para las erecciones de Obispados y designación de Obispos». Meléndez Chaverri asevera que esta resolución no tuvo resultados por la demora provocada tanto por el Senado, como por el mismo José Manuel Arce, quien no se empeñó en darle cumplimiento.
El día 7 de septiembre, el Papa exhortó al arzobispo Casaus que manifestase su desaprobación en la erección del Obispado salvadoreño y la correspondiente elección de Delgado, quien además debía «implorar misericordia de la Santa Sede, para no colocar a Su Santidad en la desagradable necesidad de tomar las medidas que exigen el rigor de los sagrados cánones»; asimismo comparaba a Delgado con un «ladrón común». Sin embargo, el gobierno de El Salvador, ignorando la prevención, encomendó al Dr. Fray Víctor Castrillo la obtención de la venia para erigir el Obispado ante el Papa. Para el 29 de septiembre, Costa Rica decidió erigir su propio Obispado independiente de Nicaragua, hecho que no provocó el mismo escándalo como el ocurrido en El Salvador. Para José Guandique, esto demuestra que, aunque se siguió el mismo procedimiento, quería decir que «en el fondo, estaba en juego la personalidad de José Matías Delgado y no la Mitra salvadoreña».
Por otra parte, para el 23 de octubre en el poblado de Santa Ana una turba encabezada por el alcalde, y azuzada por los edictos y pastorales de Casaus contra Delgado, provocaron saqueos, destrucción y asesinatos en ese lugar, pero acabaron sometidos por el gobierno.
Para el mes de enero de 1826, el presidente Arce expresó al arzobispo Casaus las reclamaciones del Estado de El Salvador acerca de sus acciones en contra de la erección del Obispado. También le manifestó que había pedido la opinión del Senado federal para tomar las providencias respectivas, y que la respuesta del organismo había sido que el presidente «excitase» al Arzobispo para que suspendiera sus operaciones, esperando que el religioso daría «este golpe digno de su virtud, y cuya lenidad» ofendería «la sangre que se derramase y cuya delicadeza cristiana se lastimaría en vista de los estragos que son fruto de una guerra civil». La respuesta de Casaus fue tajante, y en parte se lee:

Me es muy sensible no poder complacer al Supremo Poder Ejecutivo...Soy Arzobispo y sería necesario dejarlo ser y abandonar la grey que Dios ha puesto a mi cuidado...lo hecho en San Salvador sobre este particular es un exceso y abuso de la potestad civil que trastorna el orden establecido por potestad divina para el gobierno de la Iglesia...

En esa misma contestación, Casaus recalcaba que no aceptaría a un «Obispo o párroco que se apropia de esta jurisdicción usurpándomela con los diezmos...».
Al final el papa decidió sobre el asunto el 13 de agosto de 1826. En tres breves, fechados el 1 de diciembre de ese año, en uno de ellos dirigido a Delgado, expresó que la erección de la sede episcopal era ilegítima y de ningún valor, y le exhortaba a «separarse del camino de la perdición y enmendar el crimen cometido». Delgado aceptó lo estipulado. A pesar de todo, los resultados de la decisión no tuvieron resultados efectivos para los conservadores por la situación política convulsa en que se encontraba la región, especialmente entre Guatemala y El Salvador. Para el caso, en 1829 Casaus acabó expulsado del territorio centroamericano.
Cabe agregar que el Papa León XII amenazó con sentencia de excomunión a Delgado. Relacionado con este punto, el sacerdote salvadoreño Jesús Delgado asevera que la orden de excomunión existe, y fue ejecutada por Pío VIII; además señala que no hay «ningún documento histórico que acredite si Matías Delgado se retractó de forma pública o no» de sus actos. Para José Guandique la excomunión fue expedida, pero nunca publicada.  No obstante las posturas de los historiadores, la aprobación del pedido de excomunión se notificó a Casaus en el papal breve Literae Fraternitatis de Pío VIII del 30 de junio de 1829. El breve Coelestis Agricola, del 7 de julio de 1829, detalla el papal decreto de excomunión de Matías Delgado, de no arrepentirse éste a los treinta días de haber recibido dicha sentencia.

## Participación en la primera guerra civil centroamericana

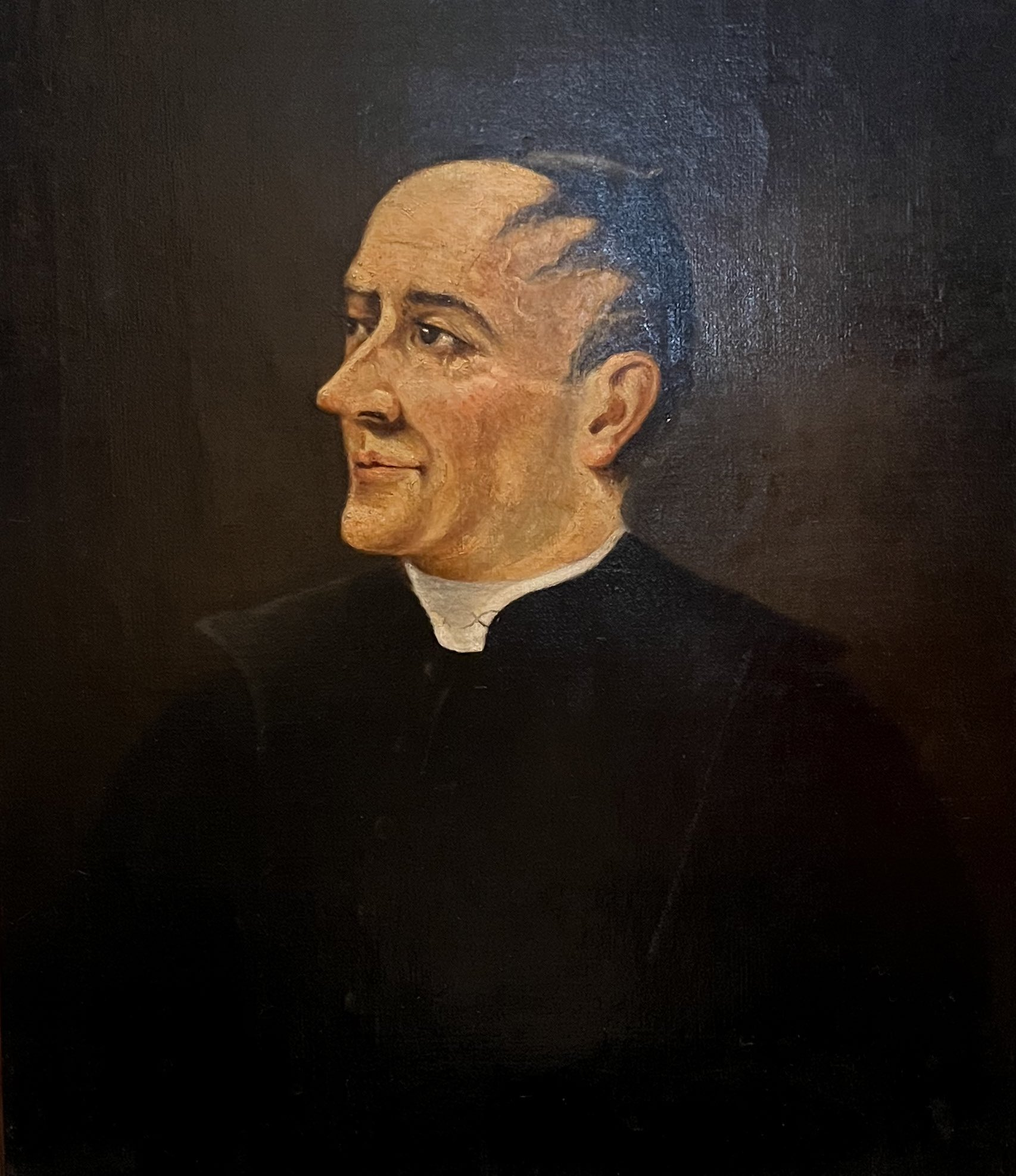
Delgado rompió con su ex colega Arce después de que Arce se moviera hacia una posición política más conservadora. Aunque una de sus habilidades era mediar en conflictos, fue un actor clave en la búsqueda de la paz en la naciente república federal.

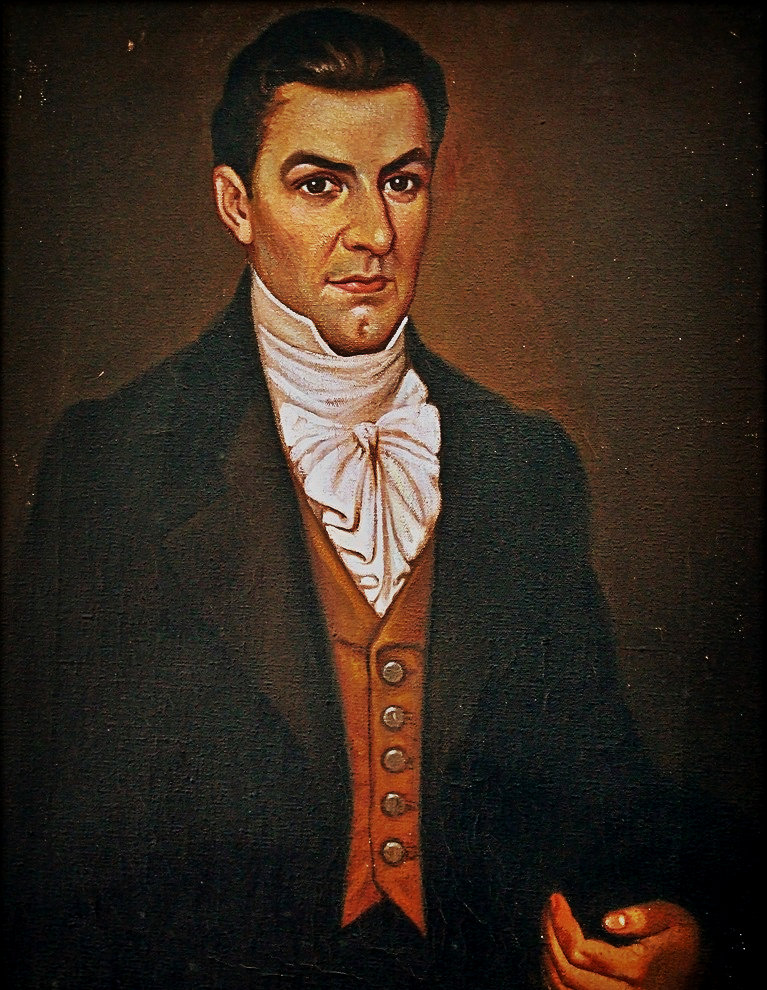
Manuel José Arce y Fagoaga. Los acuerdos de Arce con los legisladores conservadores le costaron el apoyo de sus partidarios liberales, y sus intentos de fortalecer la federación centroamericana mediante intervenciones en los gobiernos estatales llevaron a la guerra civil de 1827-1829. Cuando Francisco Morazán triunfó en la guerra, Arce se exilió en México

Para el investigador Mauricio Domínguez T., la llegada de Manuel José Arce a la presidencia de la República centroamericana pudo haber sido favorecida por los conservadores en detrimento de José Cecilio del Valle, para que el salvadoreño obstaculizara la mitra salvadoreña. Sea cual fuera la razón, en los primeros meses de su Gobierno empezaron a surgir disensiones con el jefe de Estado de Guatemala, el liberal Juan Barrundia; hasta el punto que el gobernante guatemalteco terminó destituido y apresado por el presidente federal en septiembre de 1826.
El resultado fue que Arce se ganó la enemistad de la fracción liberal, por lo que se vio obligado a aliarse al grupo conservador. Ante la situación convulsa, decidió convocar a un Congreso extraordinario en Cojutepeque, resolución que fue considerada inconstitucional por sus detractores.
Debido a la situación política adversa en Guatemala, muchos liberales se trasladaron a San Salvador, lo que provocó el distanciamiento entre el Gobierno salvadoreño y el federal, y lo mismo ocurrió entre Arce y Delgado quienes dejaron de lado su larga amistad. A esto se sumó la decisión de Arce de permitir la publicación del Jubileo del año santo el 3 de diciembre de 1826, el cual provenía del arzobispado guatemalteco y dejaba excluido al Estado salvadoreño de «todas las gracias concedidas», algo que se consideraba contrario a los objetivos de Delgado con respecto a la erección de la silla obispal.
Sin embargo, Arce escribiría en su autobiografía que sus detractores habían sorprendido al doctor Delgado, así como desmentía todos los hechos, y recalcaba que Delgado los había creído «no obstante su madurez y buen juicio y las conexiones» que les ligaban. El cruce de declaraciones entre ambos Estados se vio favorecido por la llegada de la imprenta a San Salvador desde el mes de junio de 1824, adquirida en Guatemala gracias al dinero recolectado por el propio Delgado.
Para febrero de 1827 la situación política era grave, pues los salvadoreños se aprestaban a una guerra civil. En consecuencia, Arce tomó el mando del ejército federal, mientras El Salvador respondía desconociéndolo como presidente. En los primeros enfrentamientos bélicos los salvadoreños sufrieron una derrota el 23 de marzo. Por su parte, el general Arce se hizo del afecto de los guatemaltecos al dejar a un lado su interés personal y enfrentarse a sus propios compatriotas. Para el 18 de mayo, los salvadoreños obtuvieron una victoria en Milingo.
Con la guerra civil en curso, Arce intentó establecer el diálogo, lo que provocó el descontento de los conservadores guatemaltecos. Para el caso, trató de entablar comunicación con Isidro Menéndez, quien no era del agrado de la facción conservadora por su posición a favor de la mitra en San Salvador. De igual manera, por medio de Bonifacio Paniagua contactó al mismo Delgado, quien expuso al presidente Arce que la guerra finalizaría si el gobierno federal convocase «al Congreso con arreglo a la base de población fijada en la Carta Fundamental», y sin más atribuciones que las que dicha ley disponía. La propuesta dio paso al decreto del 5 de diciembre de 1827, en el que Arce plasmaba la petición del religioso y además establecía una reunión para el 1 de marzo de 1828 en Santa Ana.
Por el contrario, la tensión política no disminuía debido a la presión de los liberales en el vicejefe salvadoreño Mariano Prado, según la versión de Arce, quien se valió de Juan de Dios Mayorga para entablar nuevamente conversaciones con Delgado para que este se esforzara «con los disidentes a que no evitasen aquella ocasión de entrar en reposo y tranquilidad». Al final la misión de Mayorga no prosperó por la desidia de Prado y su gabinete de gobierno, mientras se reanudaban las batallas. A pesar de todo, las conversaciones de paz trataron de reiniciarse. Un encuentro iba a realizarse en Jutiapa, el cual no se llevó a cabo; aunque se sabe que los enviados guatemaltecos iban con instrucciones de pedir al gobierno salvadoreño la «expulsión del (Padre) Delgado y del Dr. (Pedro) Molina y la de todos los prófugos guatemaltecos que se habían asilado en aquella provincia».
Arce terminó renunciando al poder el 14 de febrero de 1828, y delegó la presidencia al vicepresidente Mariano Beltranena y Llano. Ese mismo mes, los federales habían cercado a San Salvador, aunque no pudieron tomarla y por ello se replegaron a San Miguel. Posteriormente, Delgado retomó las conversaciones de paz con el coronel Manuel Montúfar, y el 20 de abril se reunieron en la casa de Esquivel, ubicada entre Mejicanos y San Salvador. Delgado, acompañado por Juan Manuel Rodríguez, sostuvo el diálogo con los federales en un ambiente de cordialidad, y el cual fue el inicio de las negociaciones oficiales. También Arce mantuvo correspondencia con Delgado con el objetivo de establecer el gobierno federal en San Salvador, ya que Beltranena se había negado a devolverle el poder pues consideraba su retorno perjudicial.
Para continuar las conversaciones, Beltranena nombró como su representante al Lic. Manuel Francisco Pavón. El día 12 de junio, en la misma casa de Esquivel, se firmó el tratado de paz el cual fue conocido precisamente como el «Convenio de la casa de Esquivel». Antes de su firma, fue puesto en conocimiento de las autoridades salvadoreñas por el propio Delgado quien agradeció tanto a Pavón como a Montúfar su realización.
No obstante,  el gobierno salvadoreño llegó a repudiar el tratado e incluso acusó a Delgado de haberse sobrepasado en sus funciones, haciendo recaer sobre su persona el repudio popular, además de otras calumnias. También el historiador Marure llegó a juzgar que los salvadoreños lo habían «perdido todo» en el tratado. Quizá esta actitud de los liberales era motivada por el avance del caudillo Francisco Morazán desde Honduras. Al no ratificar el gobierno salvadoreño el convenio, Pavón cortaría definitivamente las negociaciones, y las hostilidades se reanudaron el 22 o 23 de junio. En cuanto a Delgado, Montúfar apoyó su conducta al opinar que había procedido de buena fe y no se había excedido sus funciones como sostenía «el gobierno de San Salvador».

## Últimos años

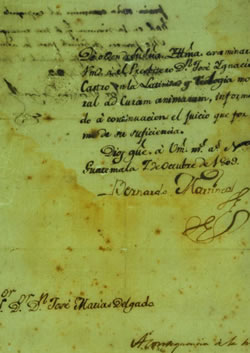
Documento que contiene la firma de José Matías Delgado.

Con la llegada de Francisco Morazán a la presidencia de la República Federal, El Salvador no disminuiría su actitud localista, cuyo gobierno era presidido por el político de tendencia conservadora José María Cornejo desde 1829. Para finales de 1831, Morazán decidió trasladar la capital federal a San Salvador, resolución que fue rebatida por aquellos que no deseaban convertirse en un «instrumento de poder» del nuevo presidente y los que querían sacudirse el dominio guatemalteco.
Asimismo, los gobernantes salvadoreños en turno estimaban que Delgado podría estar ejerciendo su influencia en las autoridades federales, por lo que Cornejo decidió, con el antecedente de la expulsión de Casaus y Torres del territorio centroamericano dos años antes, declarar definitivamente nula la erección de Obispado salvadoreño el 28 de enero de 1831. Un año después, el día 7 de enero de 1832, la Asamblea Legislativa de El Salvador declaró suspendido el pacto nacional federativo y desconoció a las autoridades federales.
Morazán respondió con el envío de las tropas federales sobre el estado sedicioso, logrando entrar triunfante el 29 de marzo. Como nuevos gobernantes de El Salvador resultaron elegidos Mariano Prado, jefe supremo, y Joaquín de San Martín, vicejefe, el día 3 de abril.
Para el 13 de mayo de ese mismo año, fue elegido presidente de la Asamblea Legislativa salvadoreña, retomando nuevamente su influencia en el país, ya que era favorecida por el presidente de tendencia liberal, Francisco Morazán. Sin embargo, en una época en que las clases populares se encontraban exhaustas de los conflictos regionales, el día 21 de agosto el parlamento decretó la implantación de una contribución «única, directa y personal» en todo el Estado salvadoreño, hecho que provocó una insurrección en contra de las autoridades, especialmente contra Prado, que de por sí era impopular.
El día 24 de octubre, los barrios capitalinos de La Ronda, San Esteban y La Vega, y «varios individuos de los otros barrios», atacaron la guarnición militar y fueron repelidos. La situación desembocaría en la sublevación de Anastasio Aquino el año siguiente. Todos estos disturbios afectarían la salud del padre Delgado.

### Fallecimiento

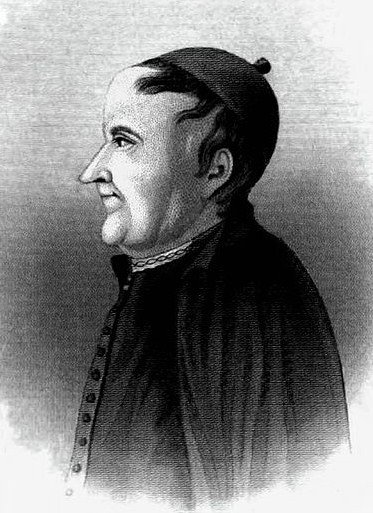
Delgado en su ancianidad. Su muerte estuvo marcada por el duelo nacional y el tañido de campanas en toda la República, ya que fue una de las pocas figuras destacadas respetadas por liberales y conservadores por igual. Aún venerado como el patriota más tenaz de su tiempo, Delgado murió el 12 de noviembre de 1832.

El Doctor Víctor Jerez, rector de la Universidad de El Salvador a principios del siglo XX, describe los últimos momentos del sacerdote: 

Cariñosos cuidados de sus familiares y solícitos auxilios de la ciencia, le fueron prodigados; sus feligreses, llenos de fe y de amor, determinaron llevarle a su casa la imagen del Salvador del Mundo, que hoy recibe culto en la Catedral Metropolitana.
Llega el doce de noviembre; la enfermedad vence al rigor físico. En la tarde de ese día, el anciano prócer mandó a convocar a los alcaldes y vecinos de los barrios de San Salvador. Presurosos llegaron: los Funes de San José, los Mixco de la Vega, los Valencia del Calvario y cuando estuvieron reunidos, les dijo: 'Os he llamado para que juréis ante la imagen de nuestro divino patrono que primero aceptaréis la muerte, antes que ver perdida la libertad de la Patria'.
Entre lágrimas y sollozos prestaron todos el juramento que les pidió el ilustre patriarca de la independencia, que amó la Patria hasta el borde del sepulcro...
Aquel momento tan solemne y augusto, aquella escena de dolor y de grandeza, fueron interrumpidos por las preces de la multitud que invadía las dependencias de la casa y por el sonido de las campanillas del viático que al ilustre enfermo le lleva su deudo y amigo el cura de Mejicanos, presbítero don Pedro de Lara.
El ciudadano había cumplido su deber; el sacerdote de vida irreprochable, de conducta ejemplar, pidió perdón a todos los circunstantes, y con religiosa unión recibió al Dios de sus mayores, a quien había consagrado desde sus años juveniles, los tesoros inmaculados de su cuerpo y de su alma.
Las sombras de la noche invadieron la estancia, el gran patricio preguntó qué hora era y se le contestó: 'falta un cuarto para las ocho'.
'Poco tiempo me queda', dijo él, y así fue.
Al momento en que las campanas de la parroquia daban el toque de las ánimas, llegó la muerte, miedo de los débiles, placer de los fuertes; y el Padre de la Patria expiró tranquilamente en brazos de su íntimo amigo, el inolvidable prócer, presbítero doctor don Isidro Menéndez.

Asimismo, en una semblanza de la vida de Delgado se detalla lo ocurrido el día de su entierro:

El féretro en el que se depositó el cadáver estaba envuelto en raso blanco y rodeado de flores del mismo color. En la tarde del 13 de noviembre de 1832 desfila la fúnebre comitiva por la Plaza Mayor (plaza de Armas, Parque dueñas y ahora Plaza Libertad). A su paso arrojaban los niños y las mujeres pétalos de rosas blancas sobre el ataúd.

El jurista y canónigo Isidro Menéndez, en el homenaje fúnebre del presbítero Delgado, expresó estas palabras: 

Sus enemigos fueron causa de su muerte. Los grandes pesares y especialmente la asonada del 24 del mes próximo pasado, lo condujeron al sepulcro.

Los restos de José Matías Delgado se encuentran en la Iglesia El Rosario, sitio en el que se encontraba la antigua Catedral Metropolitana, en el centro histórico de San Salvador. Cabe agregar que la ubicación exacta de dichos restos no es conocida, a pesar de que existe una lápida. Originalmente se encontraban en el altar principal, pero se extraviaron debido a remodelaciones en el templo a mediados del siglo XX.

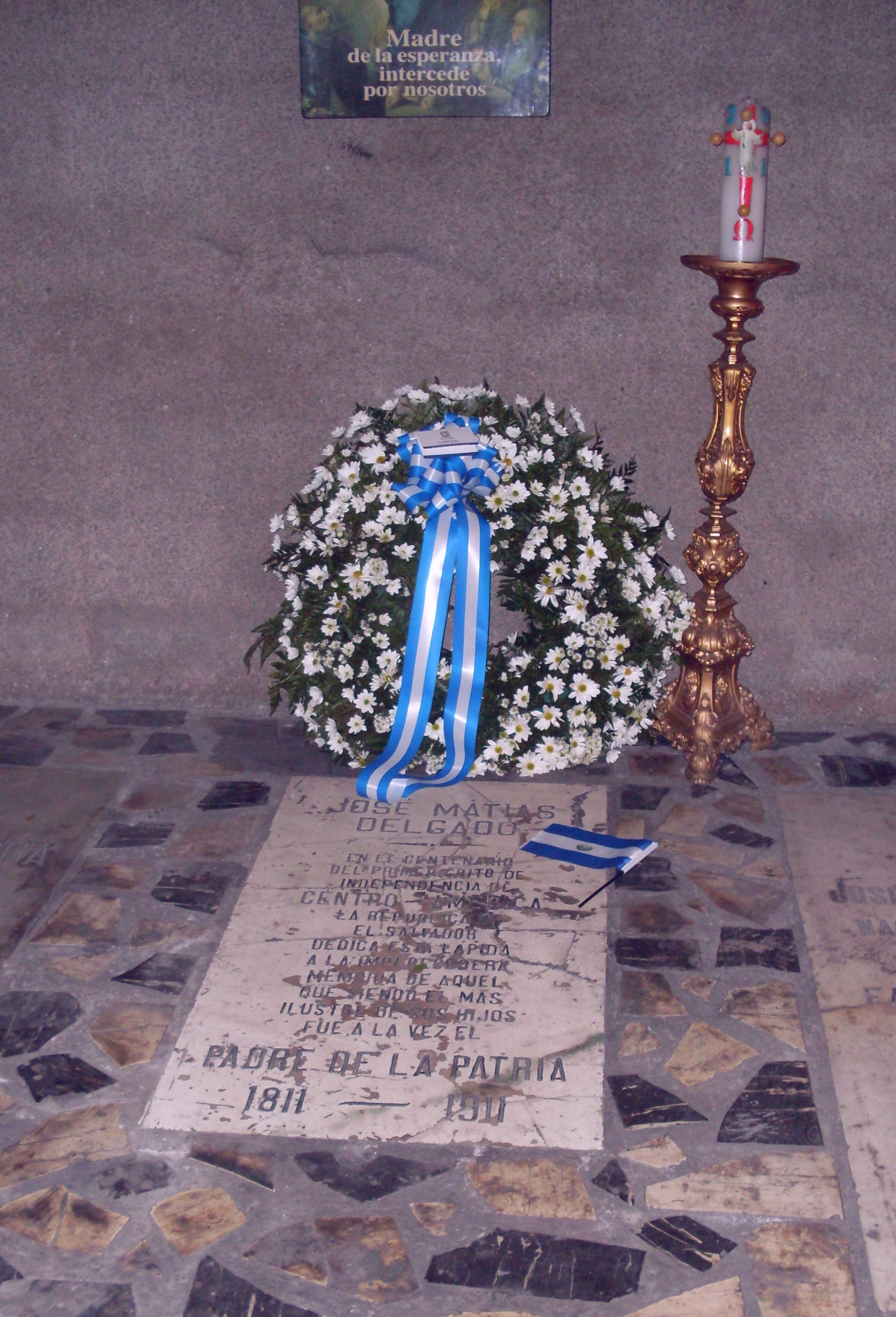
Lápida de José Matías Delgado en la iglesia El Rosario de San Salvador.

## Reconocimientos

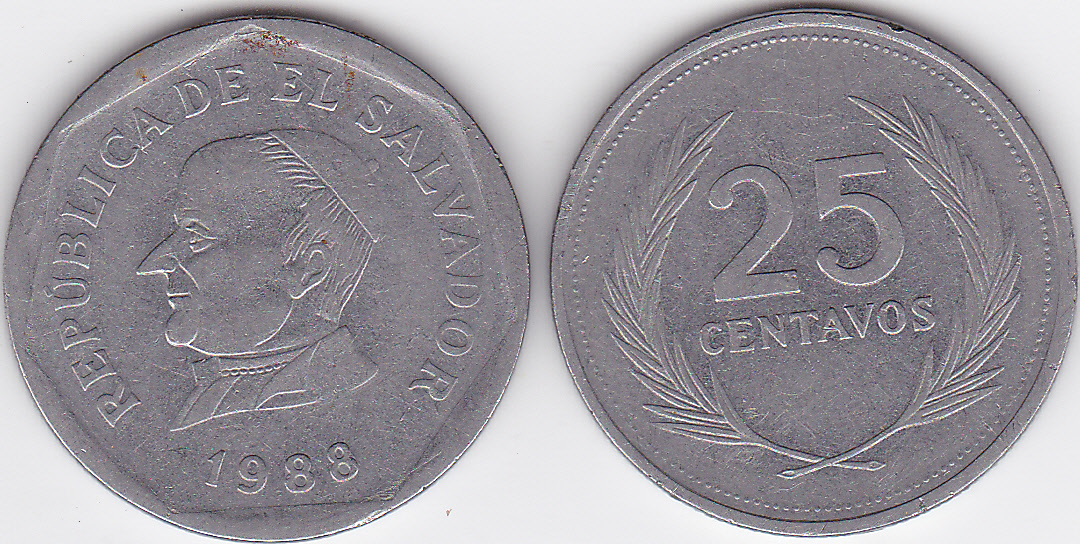
Moneda de 25 centavos del colón salvadoreño.

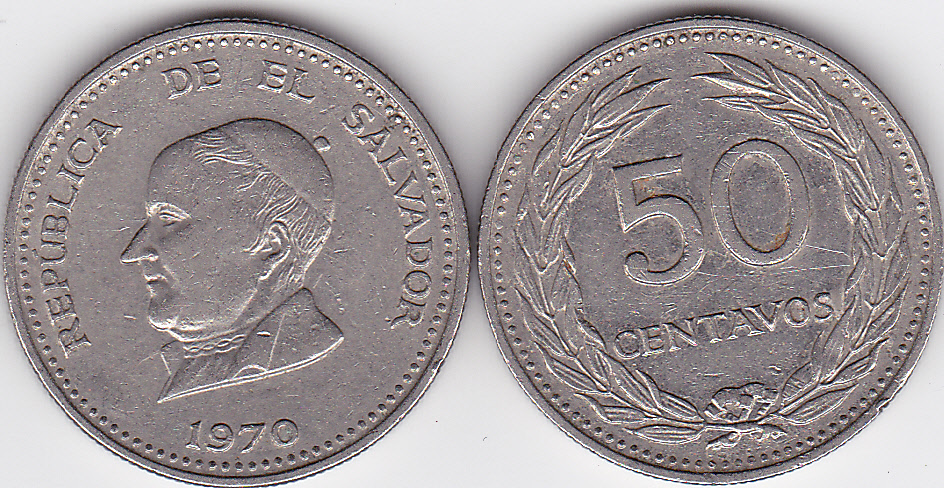
Moneda de 50 centavos del colón salvadoreño.

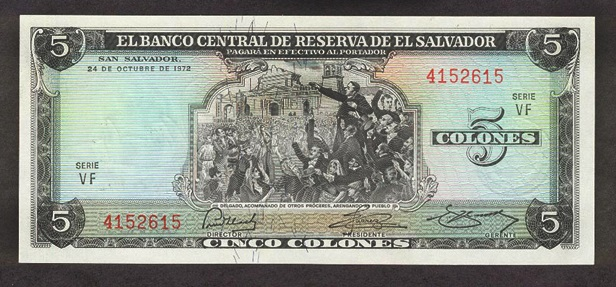
Imagen de un billete de cinco colones salvadoreños que portaba la imagen del 'Primer Grito de Independencia de 1811' de Vicente Ahumada.

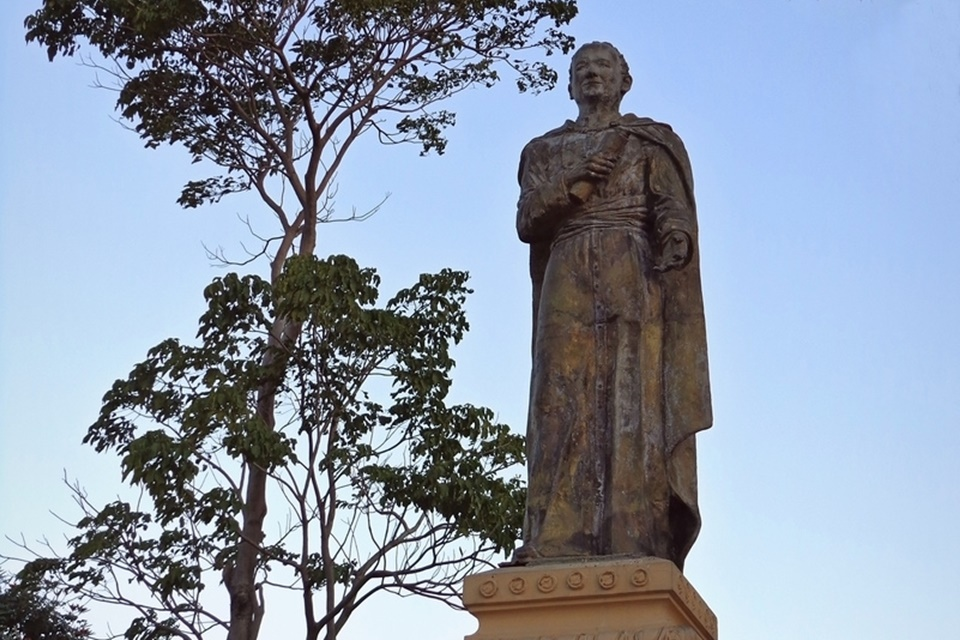
Estatua a Delgado, situada en San Salvador.

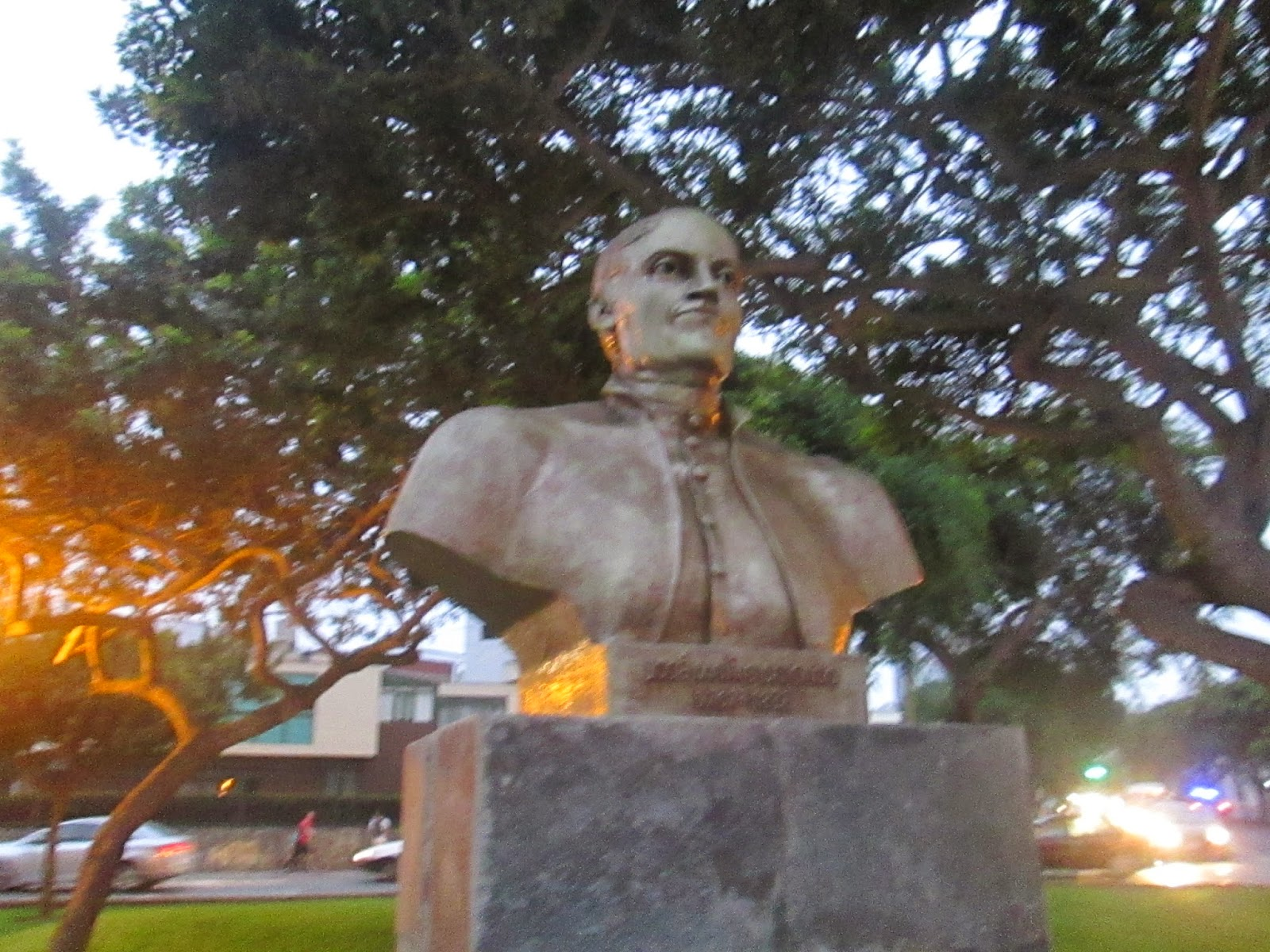
Busto de Delgado en Lima, Perú.

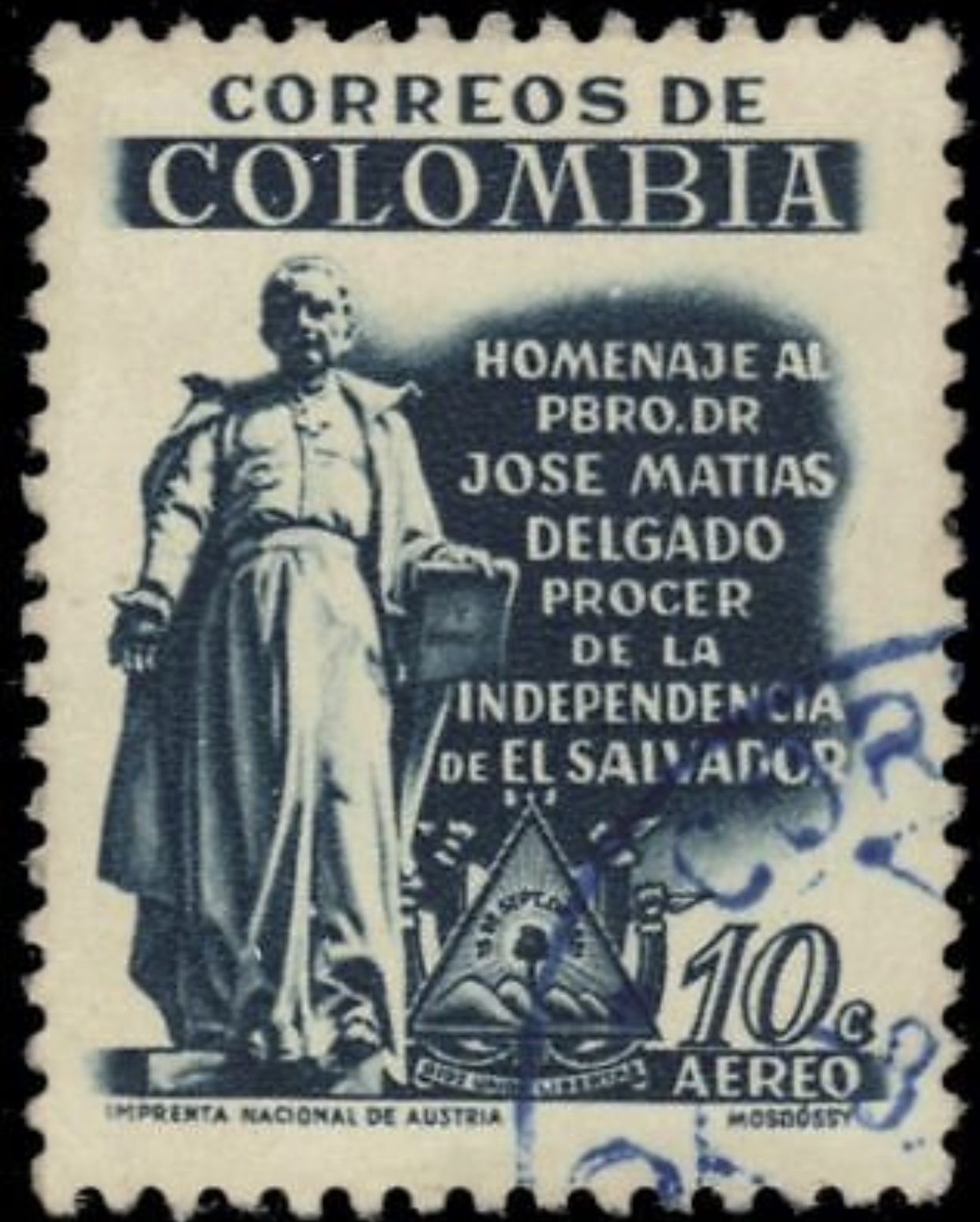
Sello postal de José Matías delgado.

El día 22 de enero de 1833, La Asamblea Legislativa de El Salvador declaró al presbítero José Matías Delgado como «Benemérito de la Patria». Asimismo, se le reconoce como Prócer de la Independencia centroamericana. Otras distinciones y homenajes póstumos otorgados al religioso son las siguientes:
- Creación de la Orden Nacional José Matías Delgado el año 1946.
- Diversas instituciones educativas ostentan nombre del prócer salvadoreño, entre ellas la Universidad "Dr. José Matías Delgado".
- En la ciudad de San Salvador, la Calle Delgado es una de las que forma la intersección que divide la nomenclatura de la ciudad, se encuentra ubicada en el Este de la cuadrícula, mientras que la Calle Arce está en la dirección Oeste; las otras dos son la Avenida España (Norte), y Avenida Cuscatlán (Sur).[127]
- En el parque San José, ubicado en el centro histórico de San Salvador, existía una estatua del religioso erigida el año 1911, la cual terminó derrumbada por el terremoto de 1986. La efigie fue reinstalada en el contexto del bicentenario del primer grito de independencia.[128]
- En el «Monumento a los Próceres», ubicado en la Plaza Libertad de San Salvador, existen tres medallones con la imagen de los próceres José Matías Delgado, Manuel José Arce y Juan Manuel Rodríguez.[129]
- La imagen del perfil de José Matías Delgado se encuentra en el reverso de las monedas de 25 y 50 centavos del colón salvadoreño.
- El año 1935 se erigió el municipio de Delgado en el departamento de San Salvador
- En el Salón Azul, o pleno legislativo, de la Asamblea Legislativa de El Salvador, existe una pintura de cuerpo entero de José Matías Delgado,[130] junto a la de José Simeón Cañas. También existe otra en la Casa Presidencial de El Salvador, junto a otras de Manuel José Arce y Gerardo Barrios.[131] El historiador Carlos Cañas Dinarte afirma que en el año 1832, el parlamento salvadoreño ordenó que se le hiciera una pintura al prócer, «la cual se tomó como base para imprimir su rostro en una imprenta de Nueva York».[132] Otra fuente asevera que A. Demarest fue el encargado de copiar y litografiar la imagen en el año 1878, y que de dicha reproducción proceden las imágenes posteriores conocidas del sacerdote.[133]